# Азербайджанский железнодорожный музей
Азербайджанский железнодорожный музей — музей, посвященный истории железных дорог Азербайджана. Он расположен в здании исторического Сабунчинского вокзала в Баку. Музей работает с 2019 года.

## История музея
Открытие Железнодорожного музея состоялось 19 ноября 2019 года при участии Президента страны Ильхама Алиева.
В музее выставлены различные экспонаты, связанные с этапами развития железнодорожного сектора Азербайджана. В музее собраны фото и видеоматериалы, модели железных дорог и поездов, отражающие историю железной дороги XIX века. Здесь представлены экспонаты, относящиеся к различным направлениям развития железных дорог XX века, модели железнодорожных поездов. В то же время здесь запланирован показ художественных и документальных фильмов. Так же одним из редких экспонатов музея является историческая карта Закавказской железной дороги.
Музей расположен в здании старой станции Сабунчи. Это здание было сдано в эксплуатацию 6 июля 1926 года, в день открытия первой электрифицированной железной дороги в Азербайджане. Станция Сабунчи в Баку была первым зданием вокзала, принявшим электропоезда. Новое здание вокзала построено недалеко от здания «Тбилисского вокзала». Он состоял из двух корпусов, соединенных между собой. Фасадная сторона здания обращена к городу, а задняя — к железной дороге. Здание было построено в традициях азербайджанской национальной архитектуры, внешне оно напоминало дворец Ширваншахов. Широкий вестибюль, современные для того времени пункты продажи билетов исключили очереди и потерю времени при продаже билетов.
В музее три выставочных зала. В первом выставочном зале собраны архивные фото и видеоматериалы, интересные экспонаты, модели железных дорог и поездов, отражающие историю железной дороги XIX века. Во втором зале можно увидеть процесс развития железных дорог в XX веке. В третьем зале выставлены макеты железнодорожных поездов и макеты изображений пассажиров, относящиеся к разным периодам.
В подготовленном на перроне зале выход в поезд закрыт стеклом. За стеклом — отреставрированная модель исторической железнодорожной линии. В зале есть две модели железнодорожного транспорта и два кинозала. Один из этих кинотеатров предназначен для показа художественных фильмов, другой документальных. В кинозале первого этажа демонстрируются документальные фильмы, исторические хроники, биографические фильмы об инженерах и людях, внесших вклад в развитие железных дорог. В кинотеатре на втором этаже показывают художественные фильмы об эстетике железных дорог, поездов и вокзалов.
Также в музее есть магазин по продаже сувениров. В музее представлены фото и письменные материалы, отражающие важные моменты железнодорожной истории. Здесь вы можете ознакомиться с фактами и информацией о роли железной дороги в Первой мировой войне и Второй мировой войне.

## Галерея

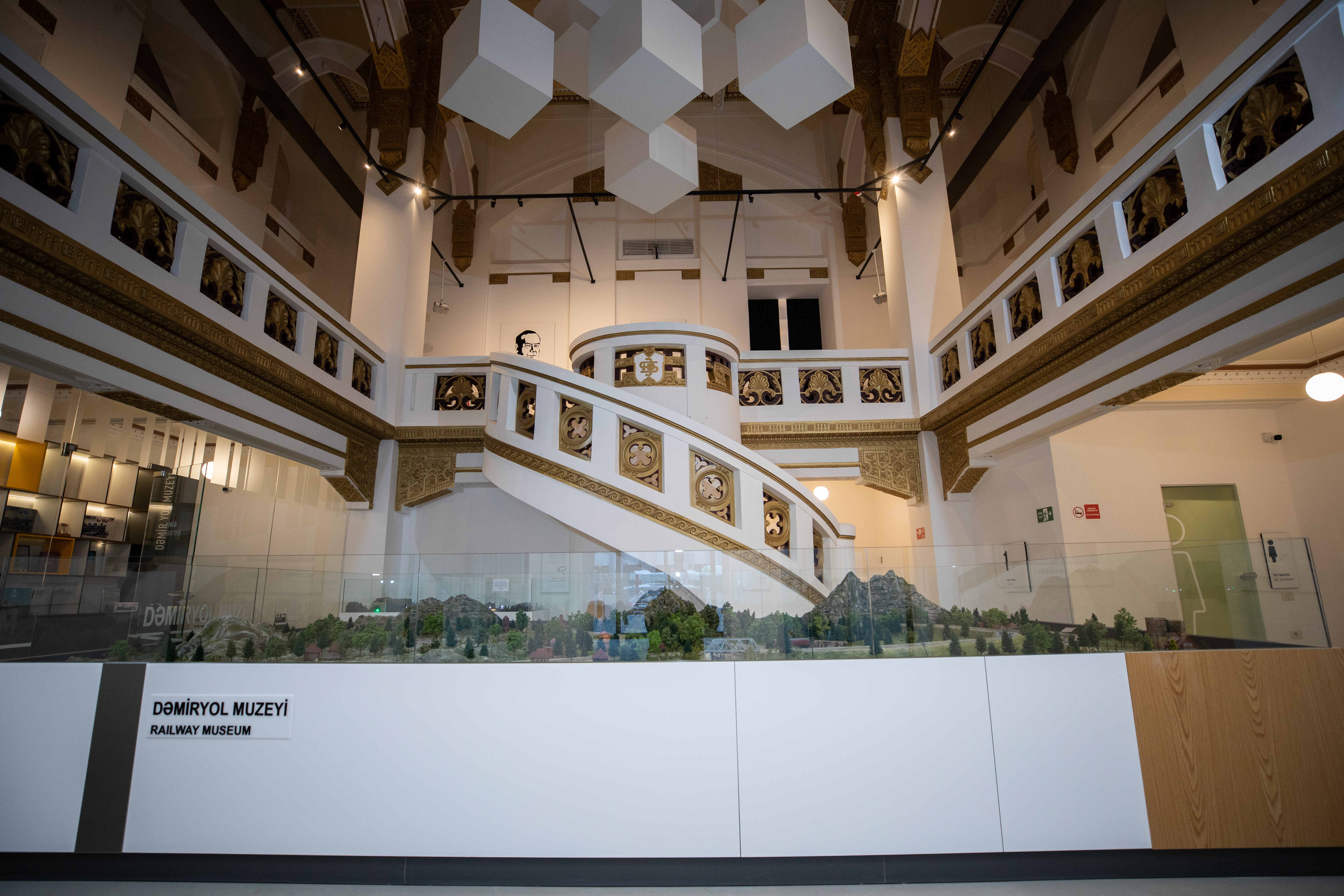
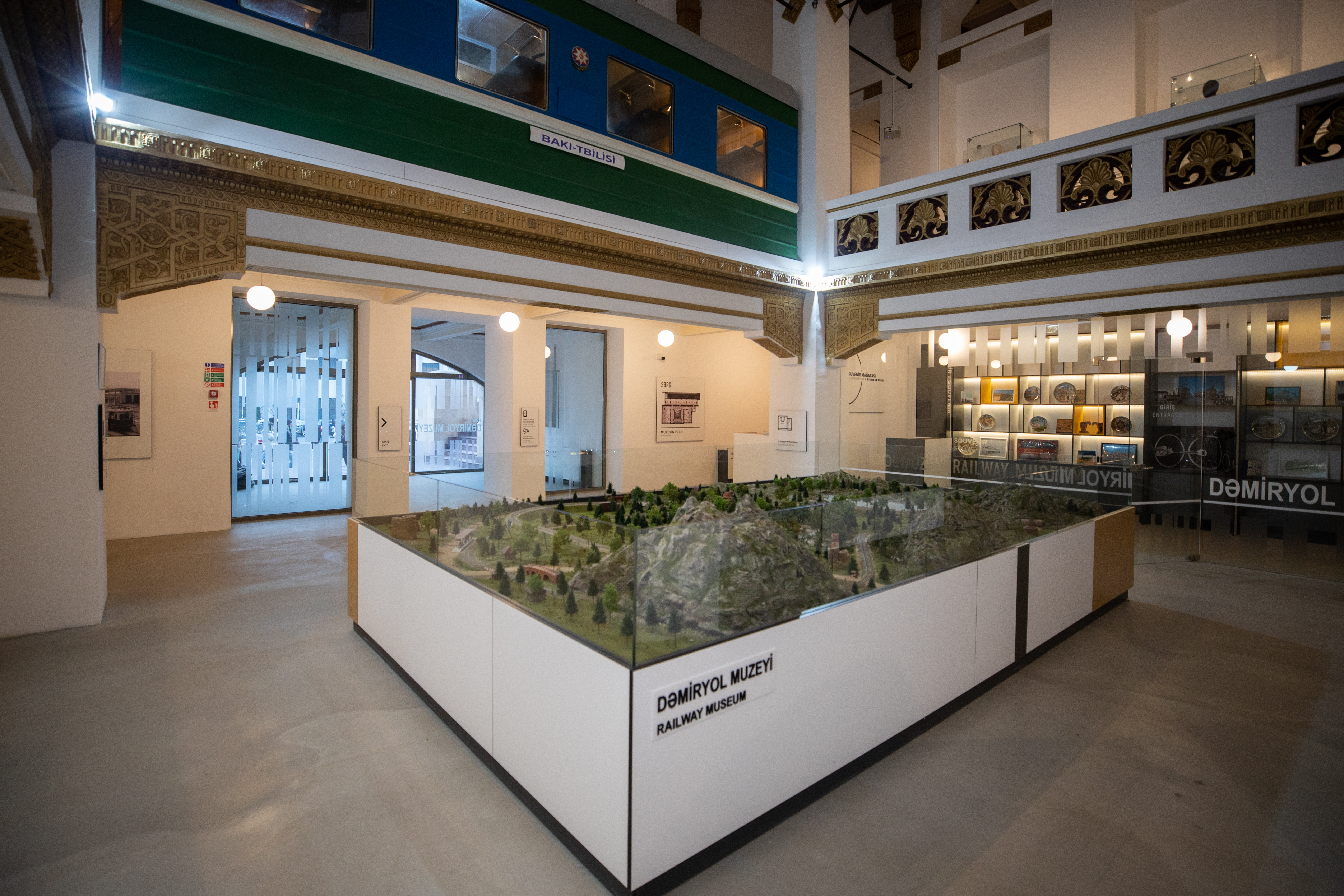
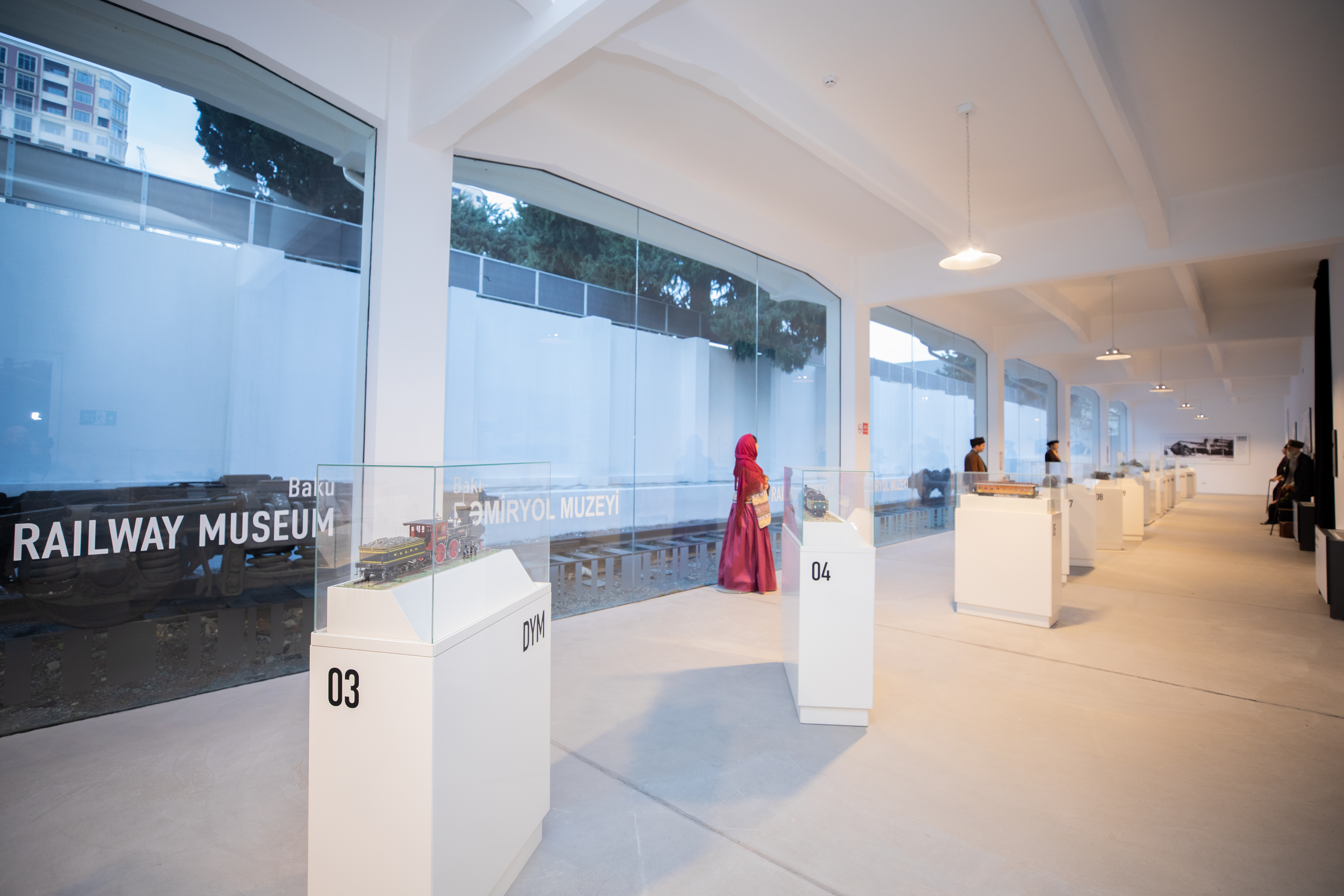
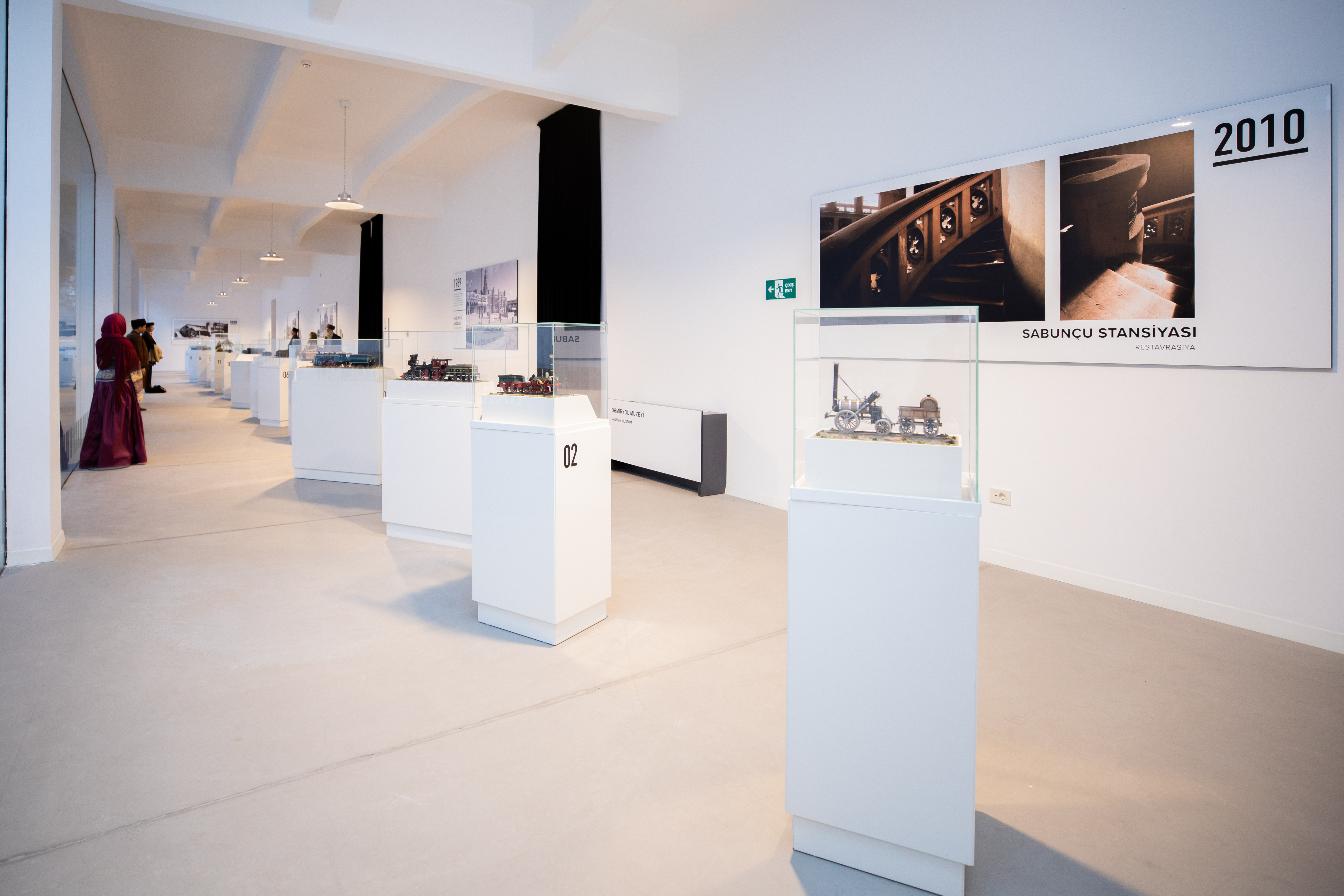
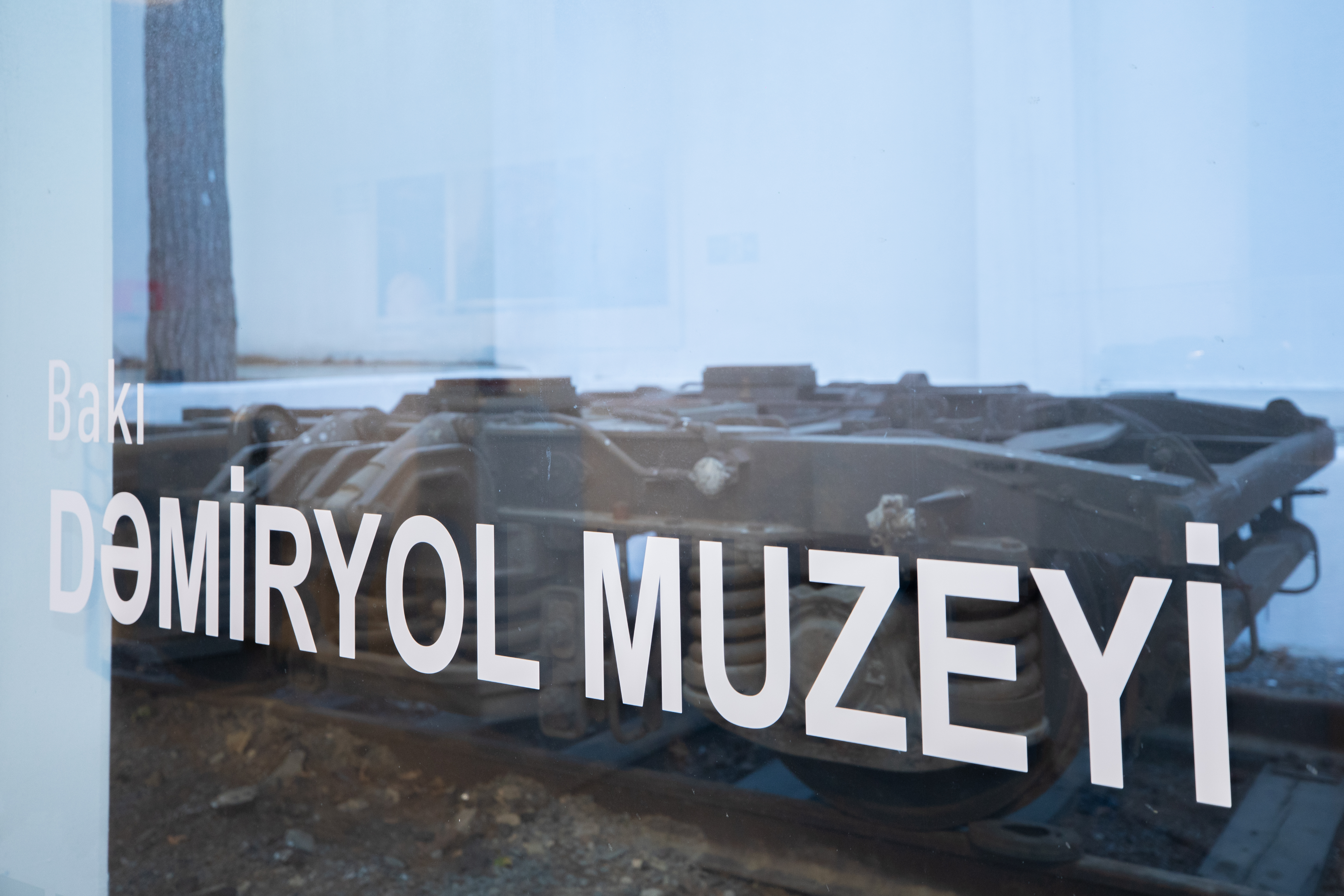
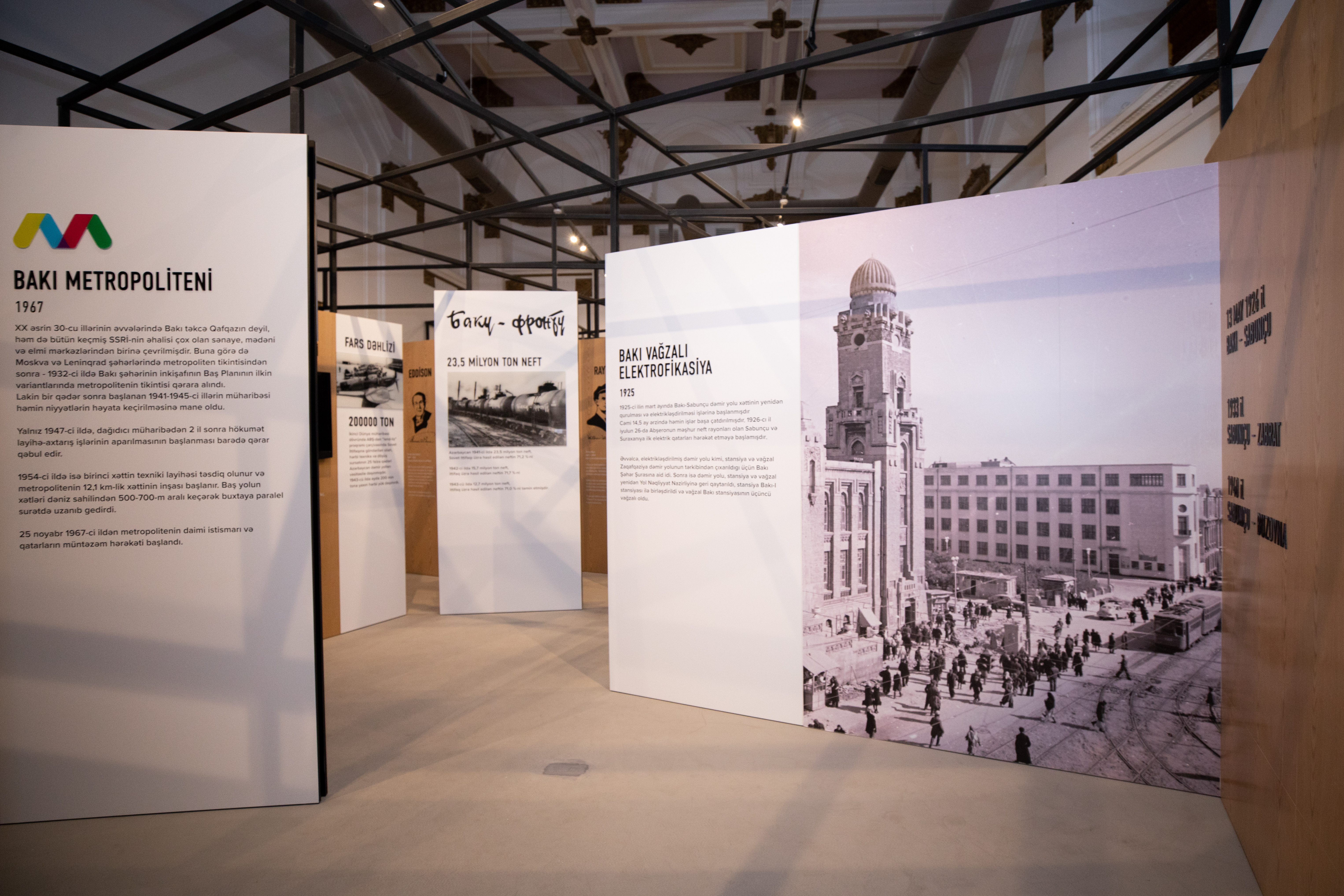
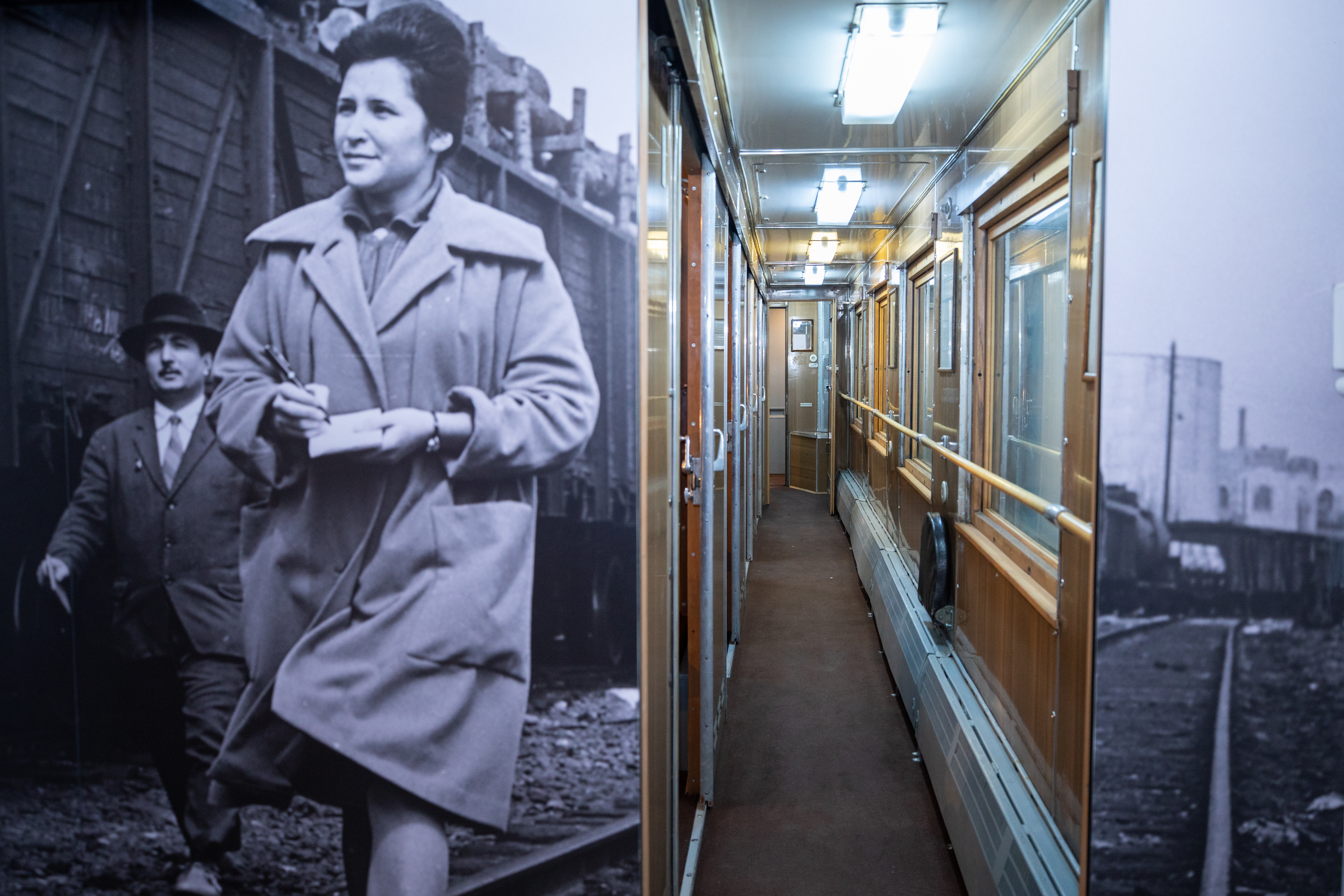
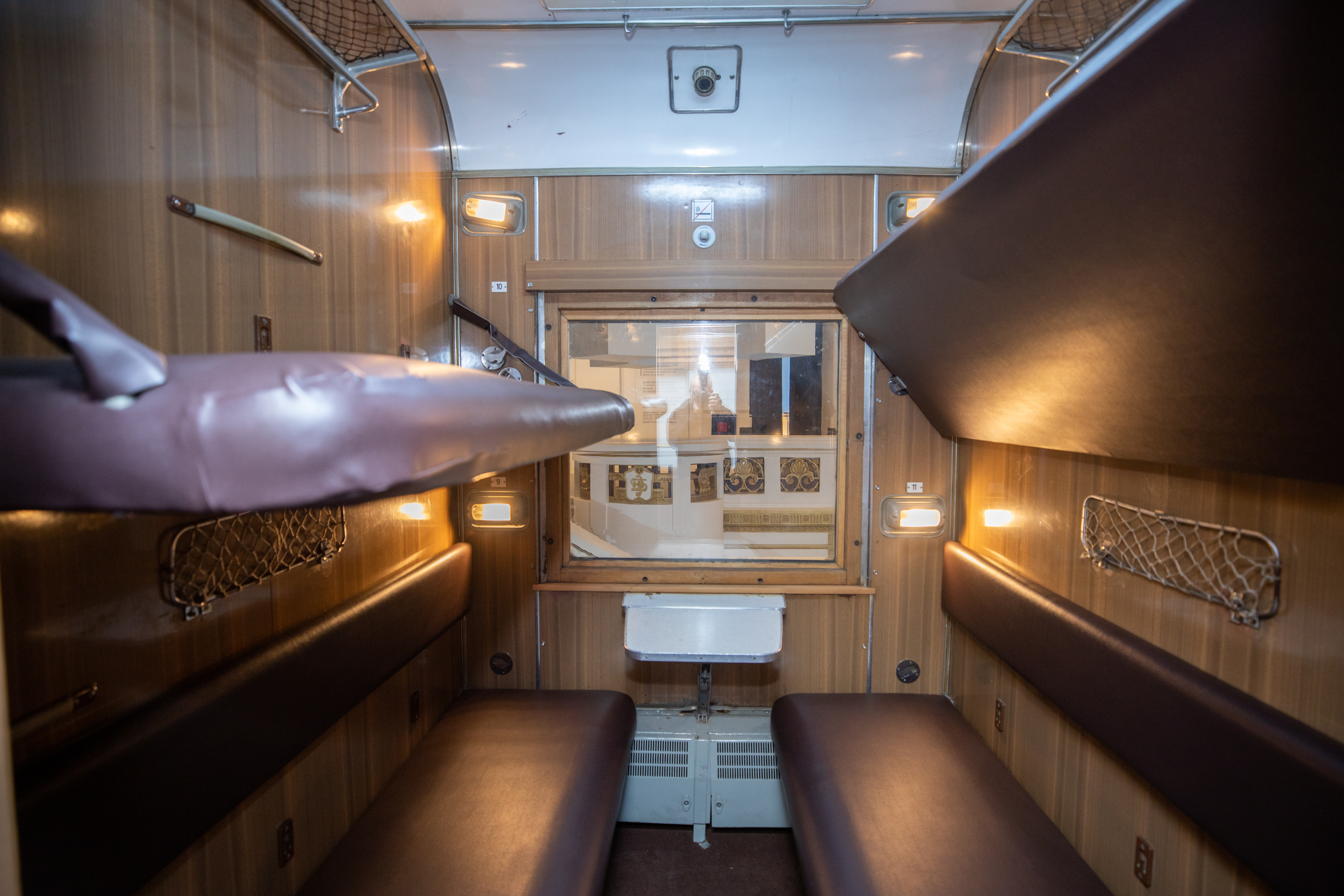
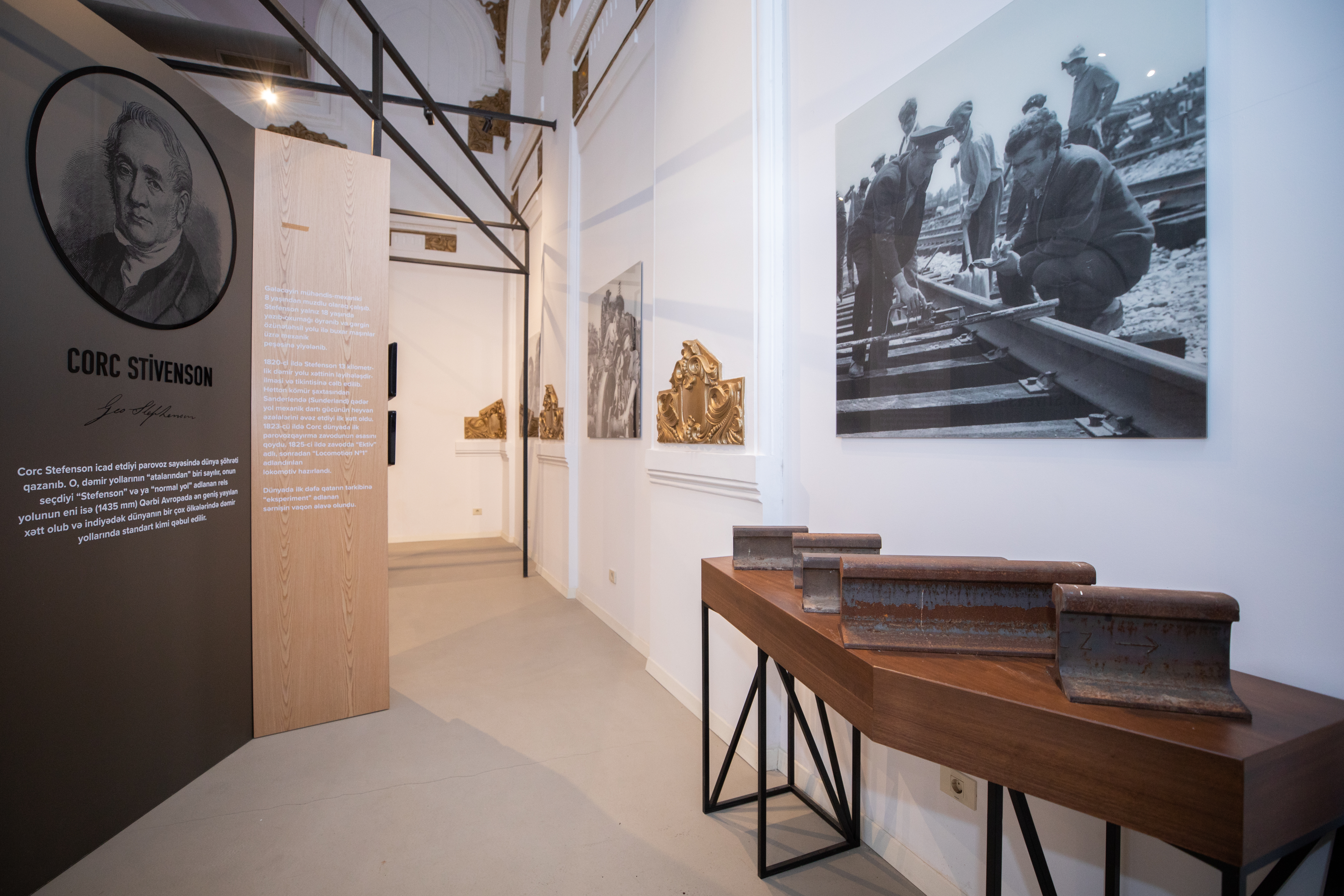
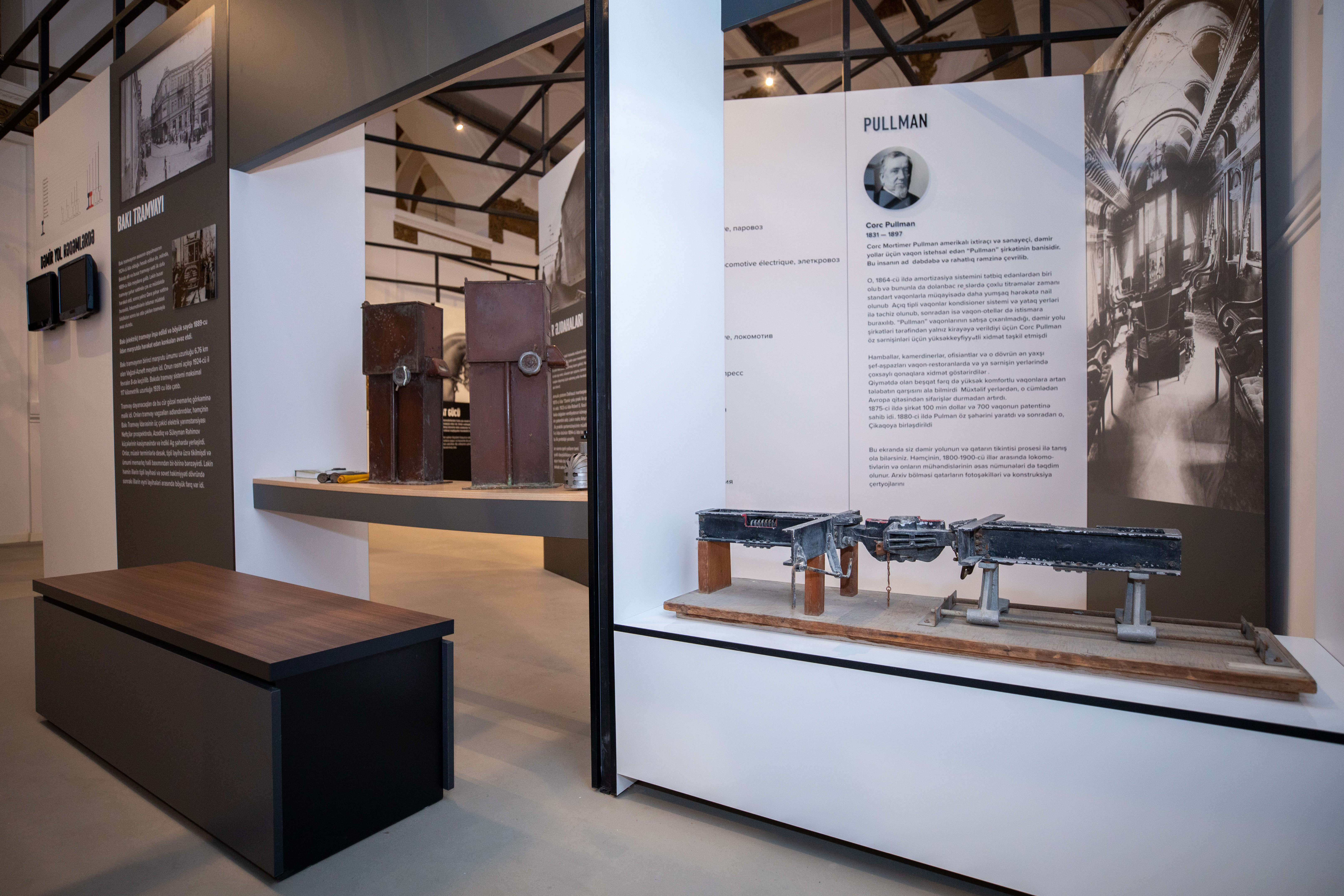
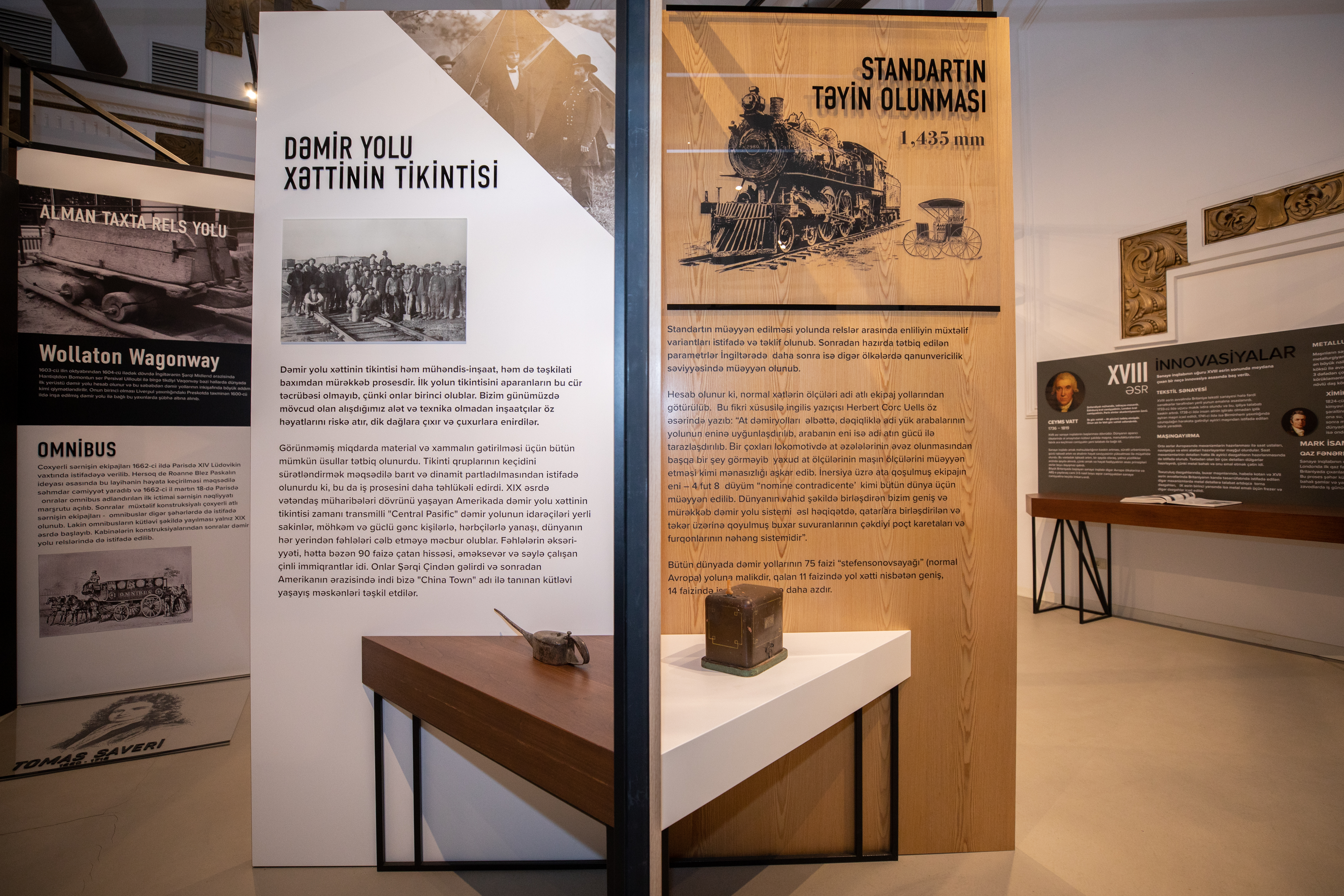
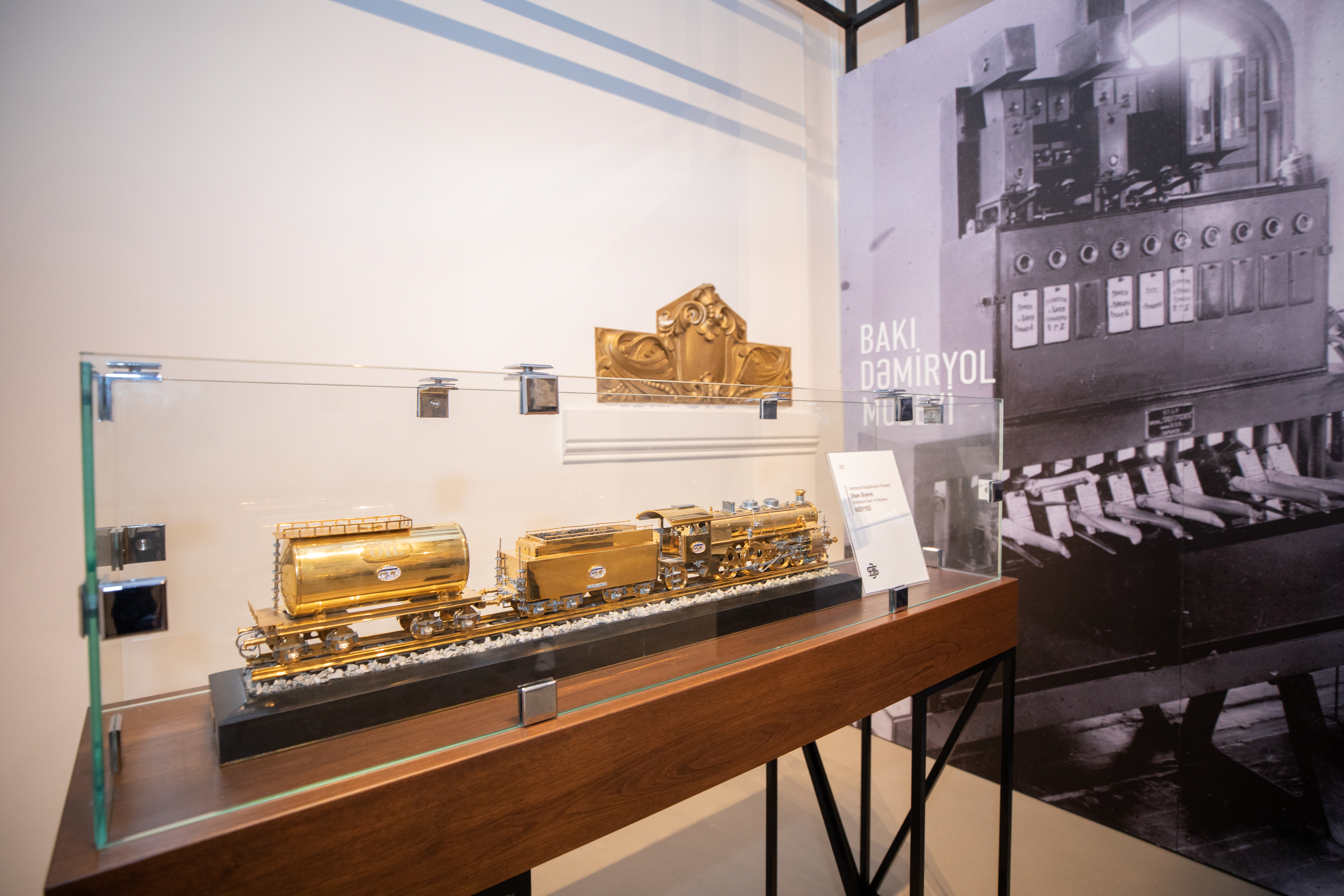
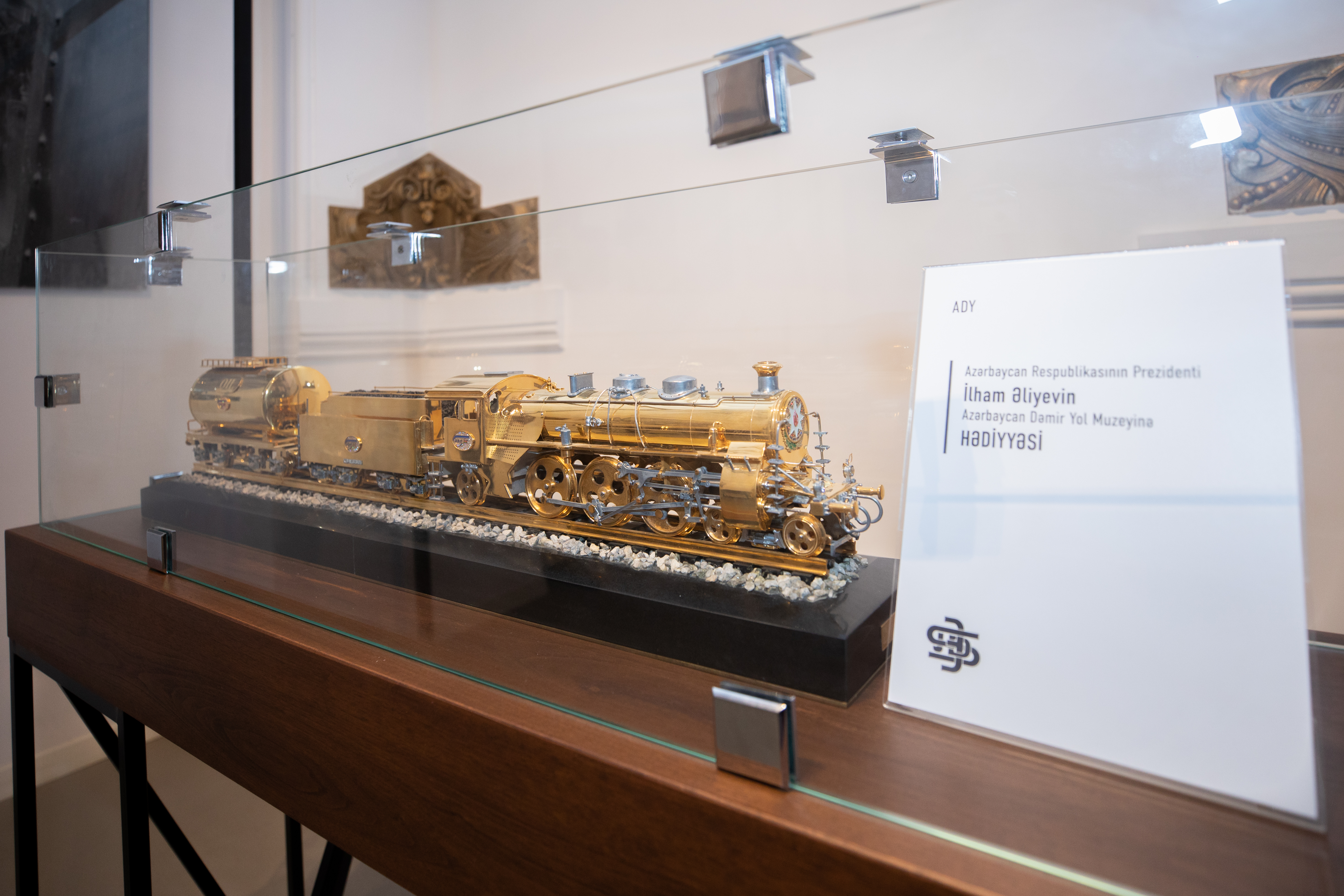
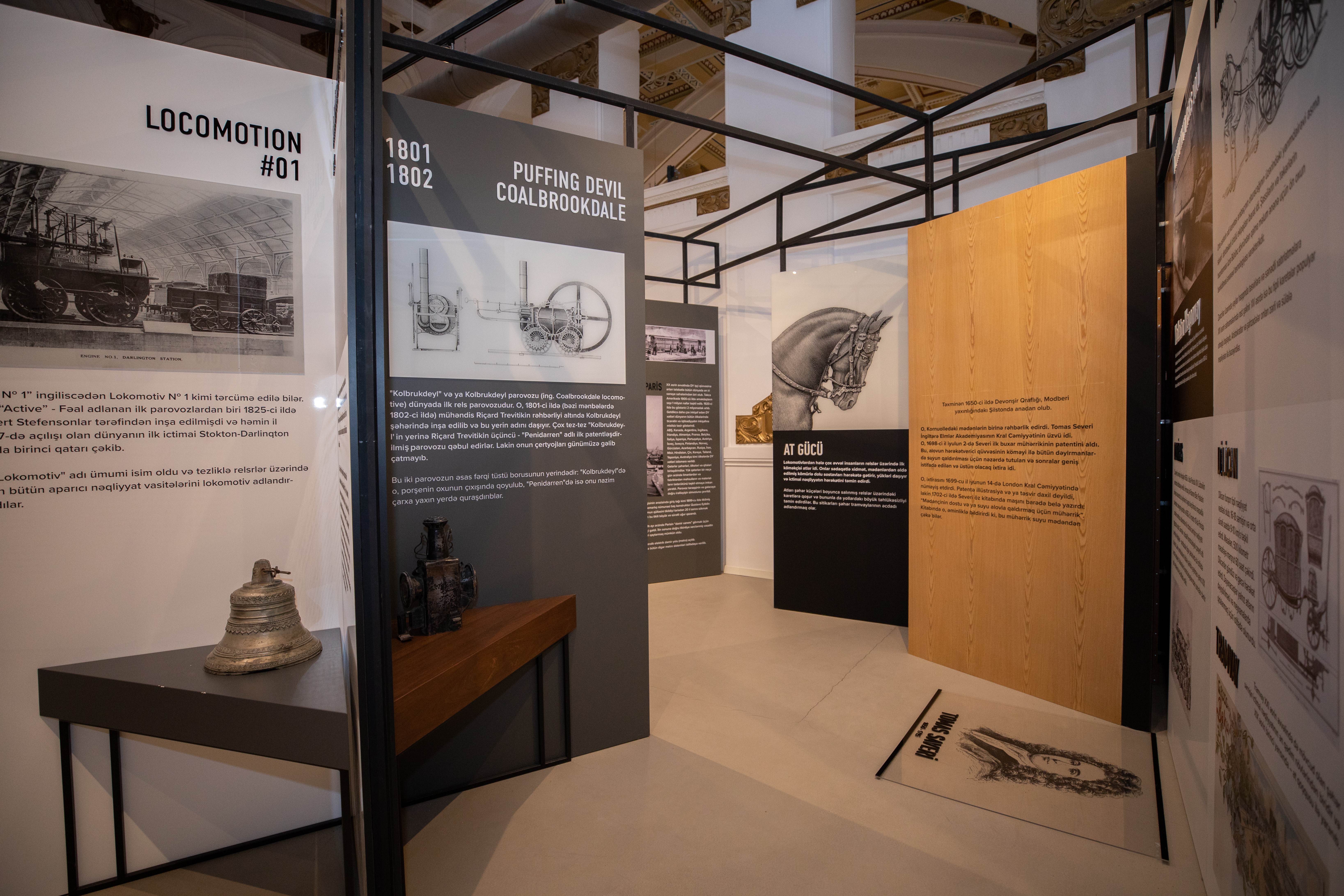
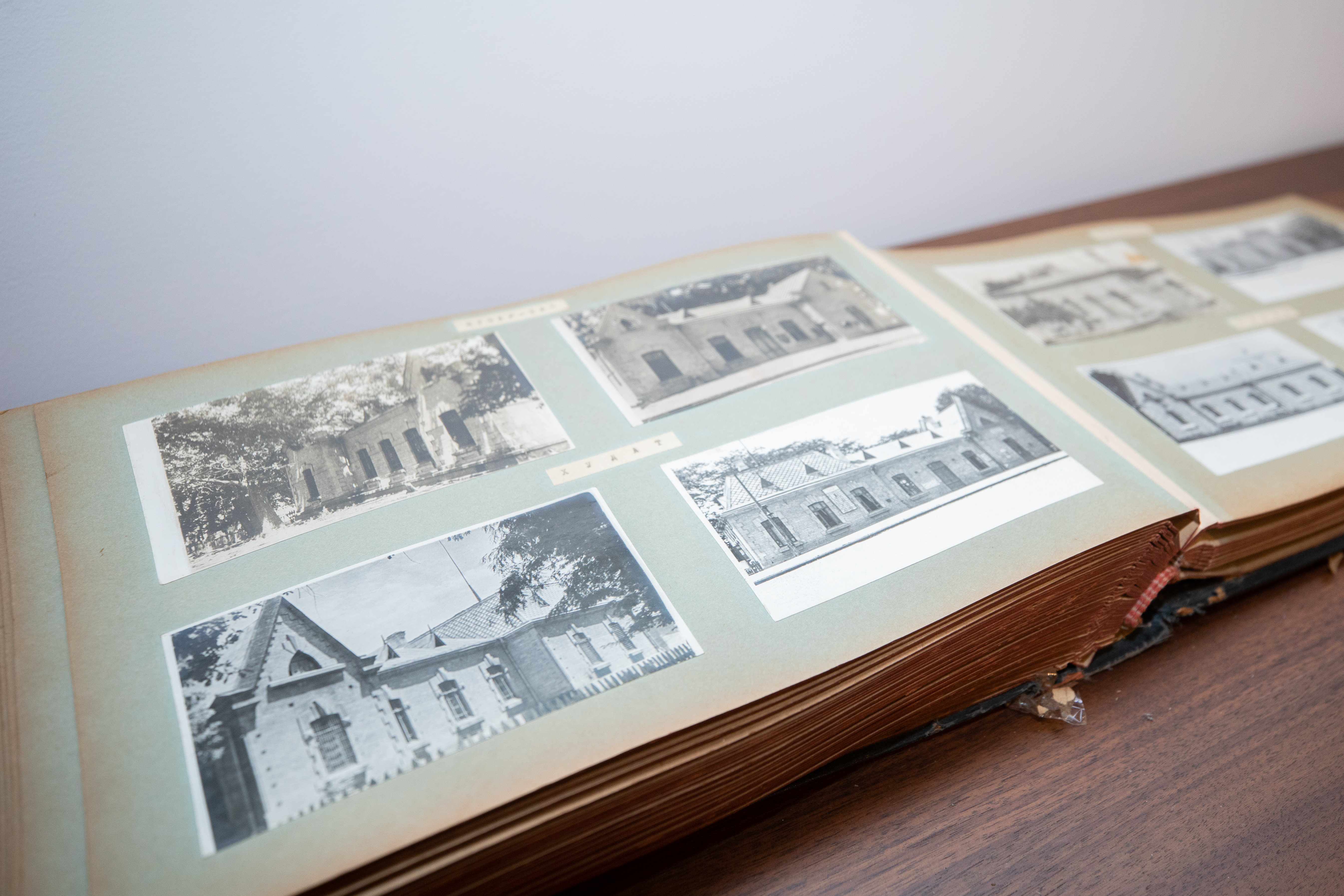
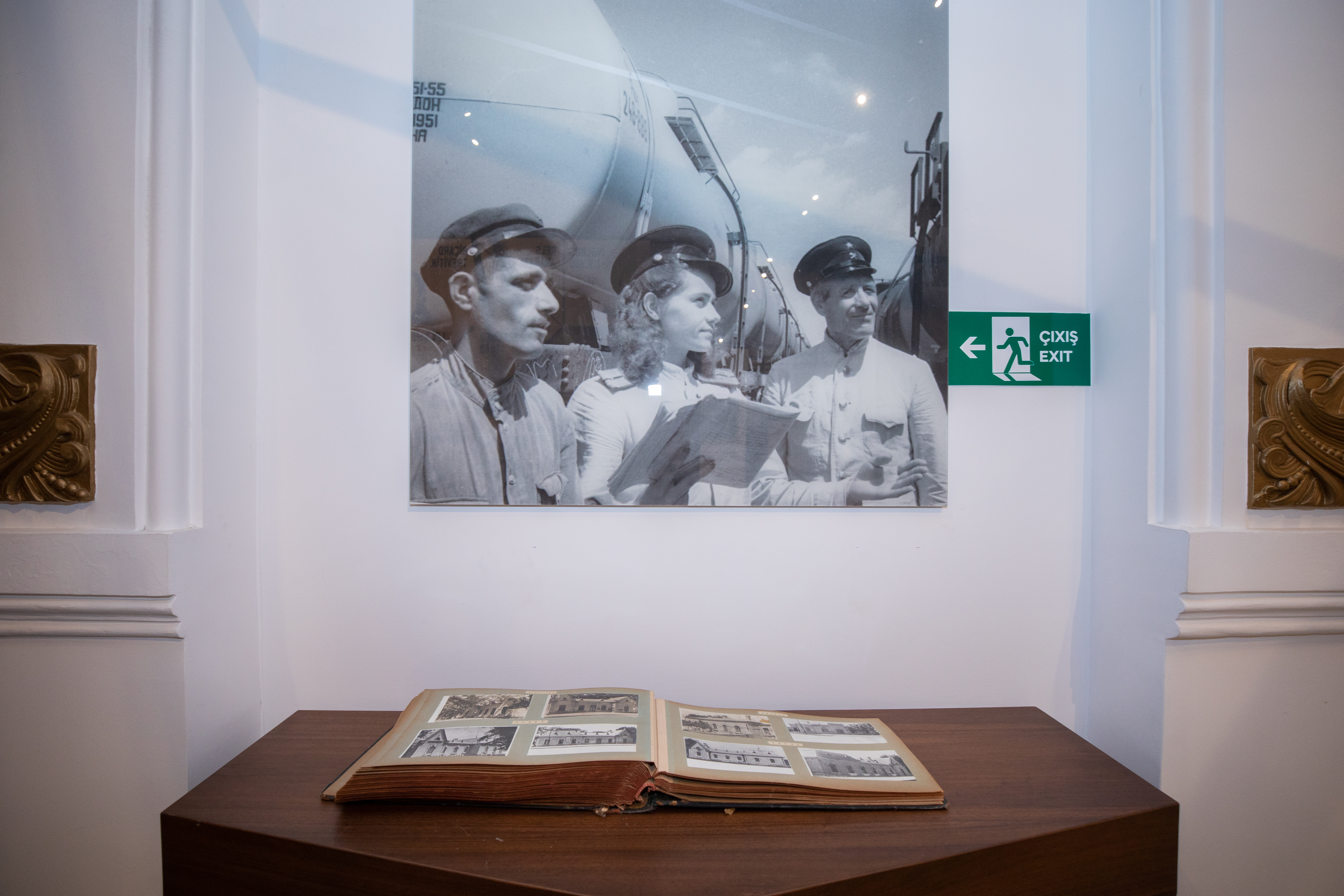
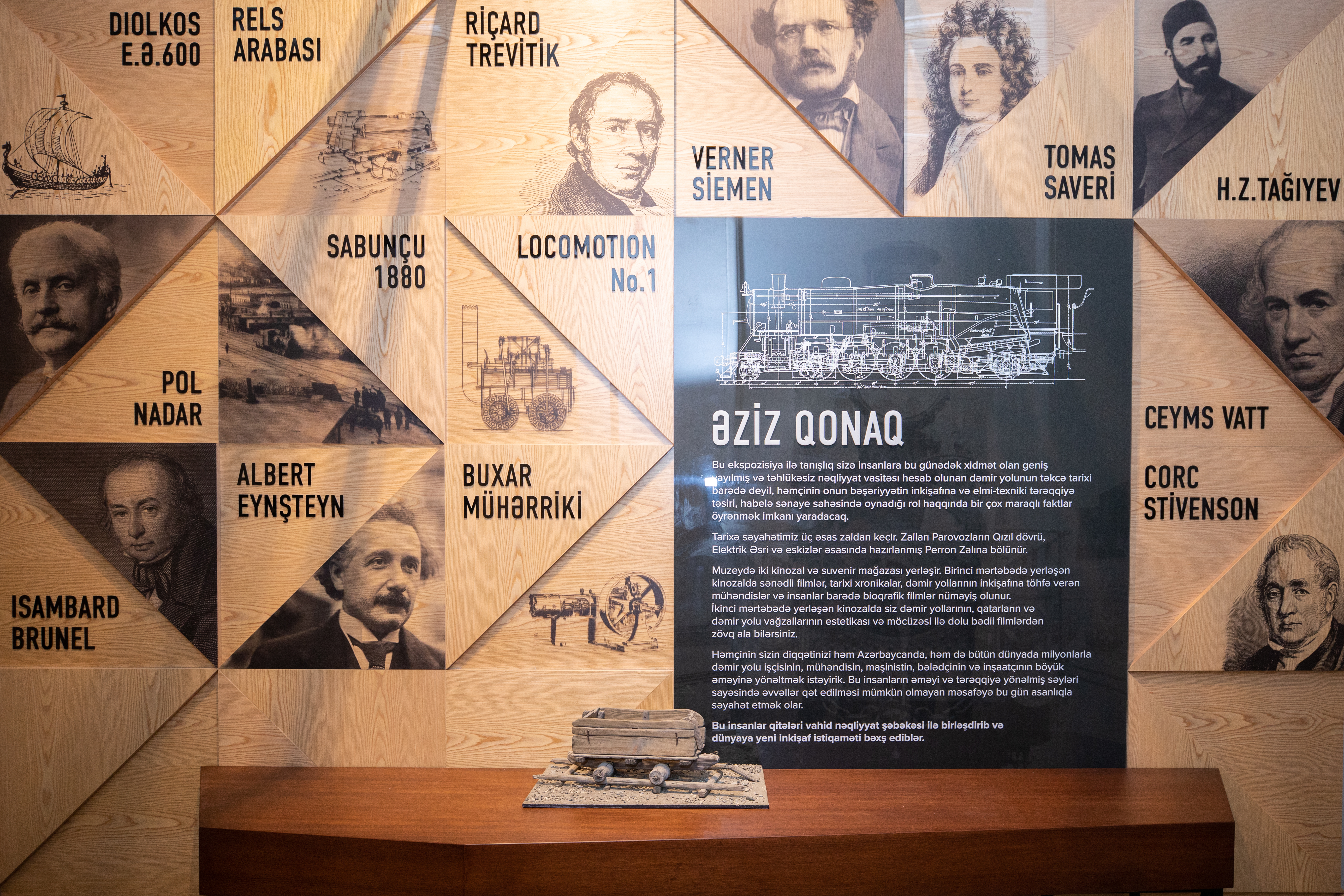
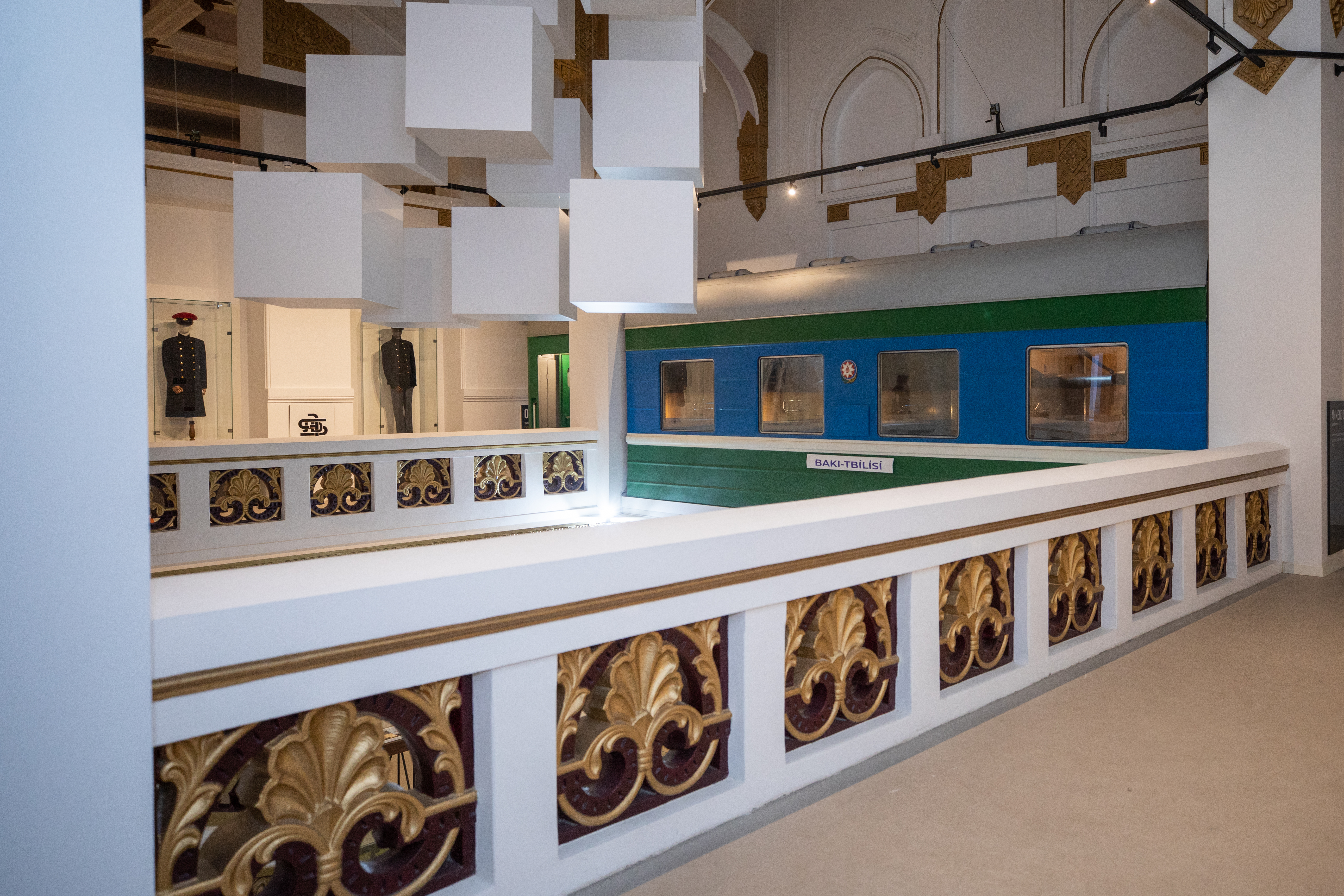
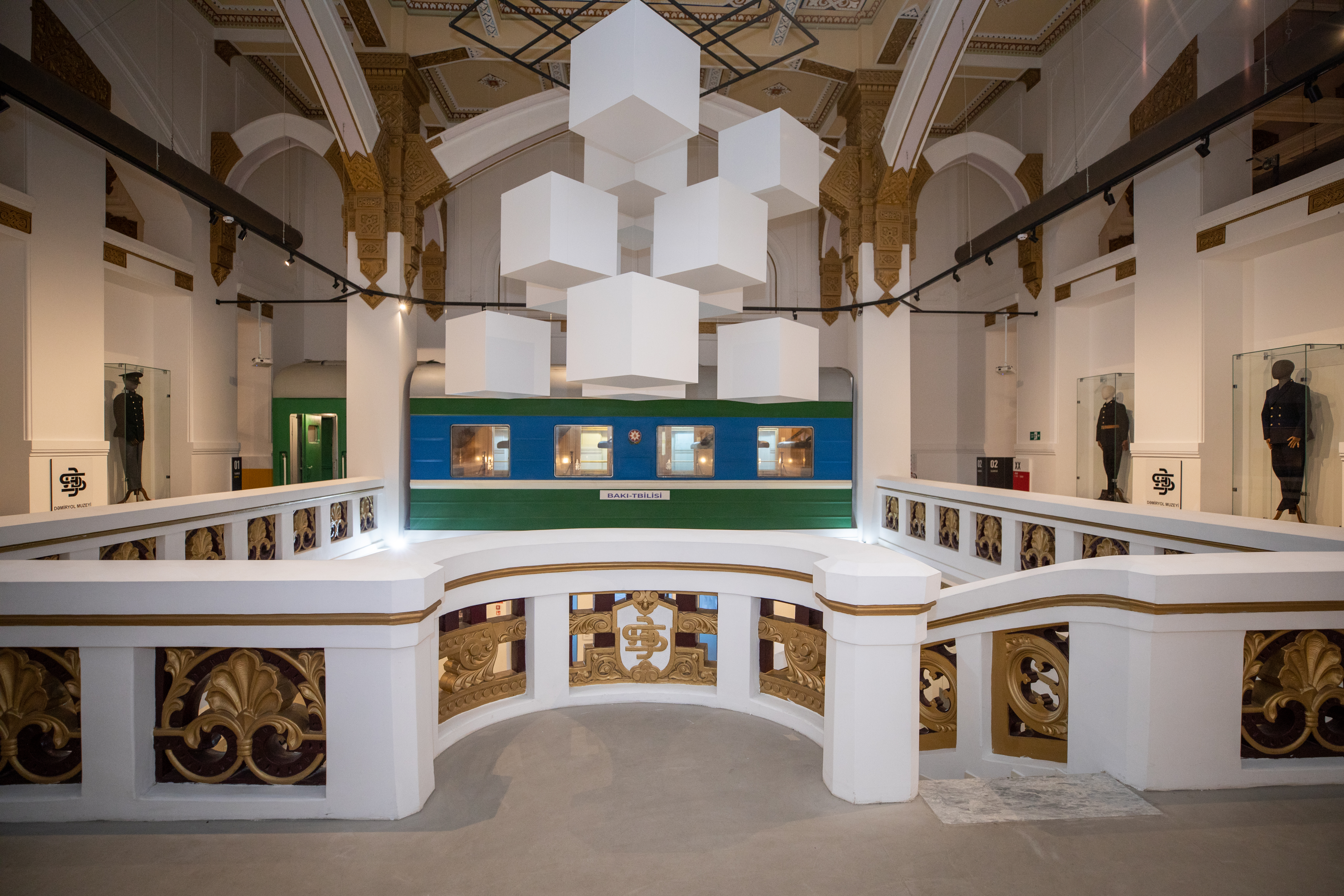
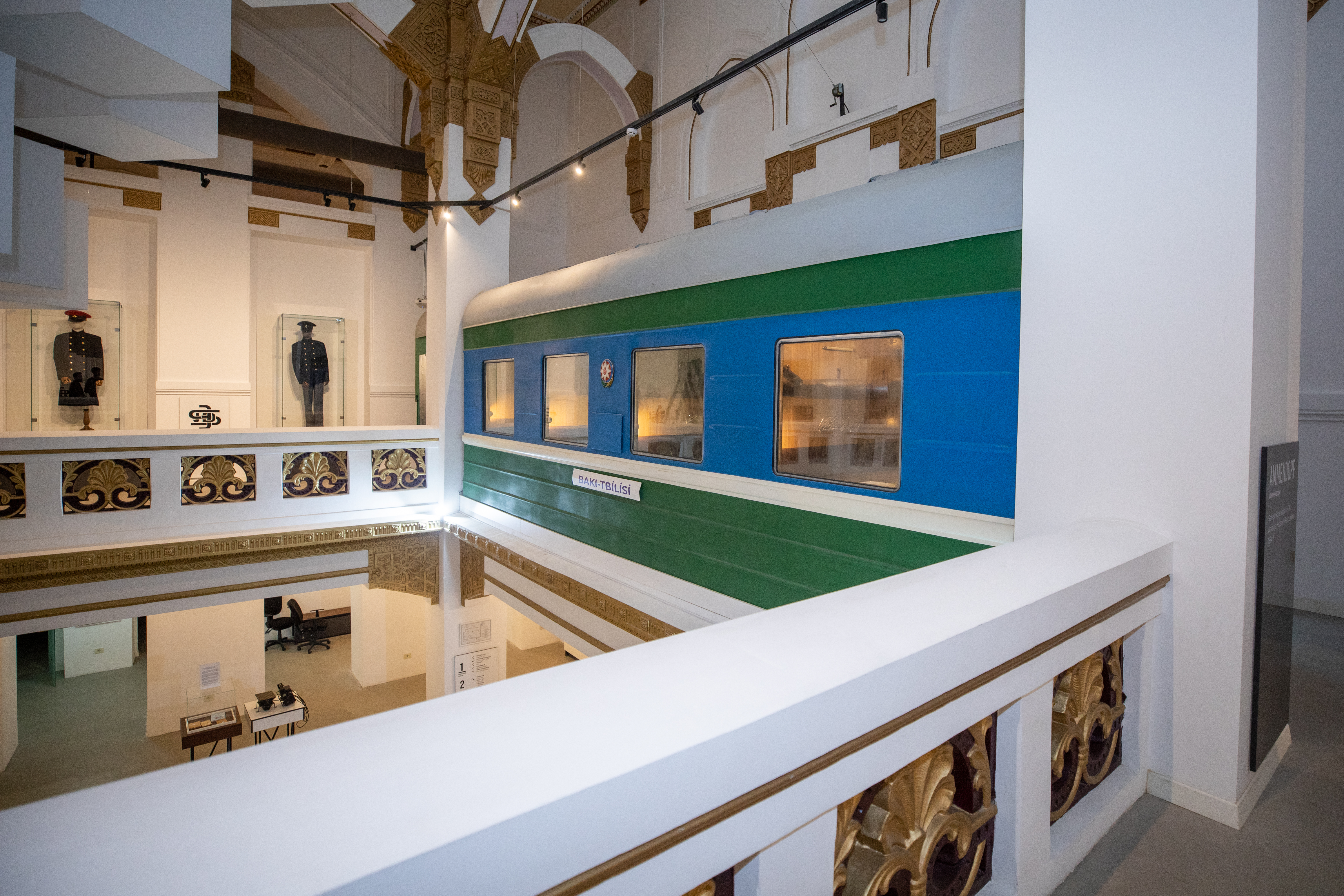
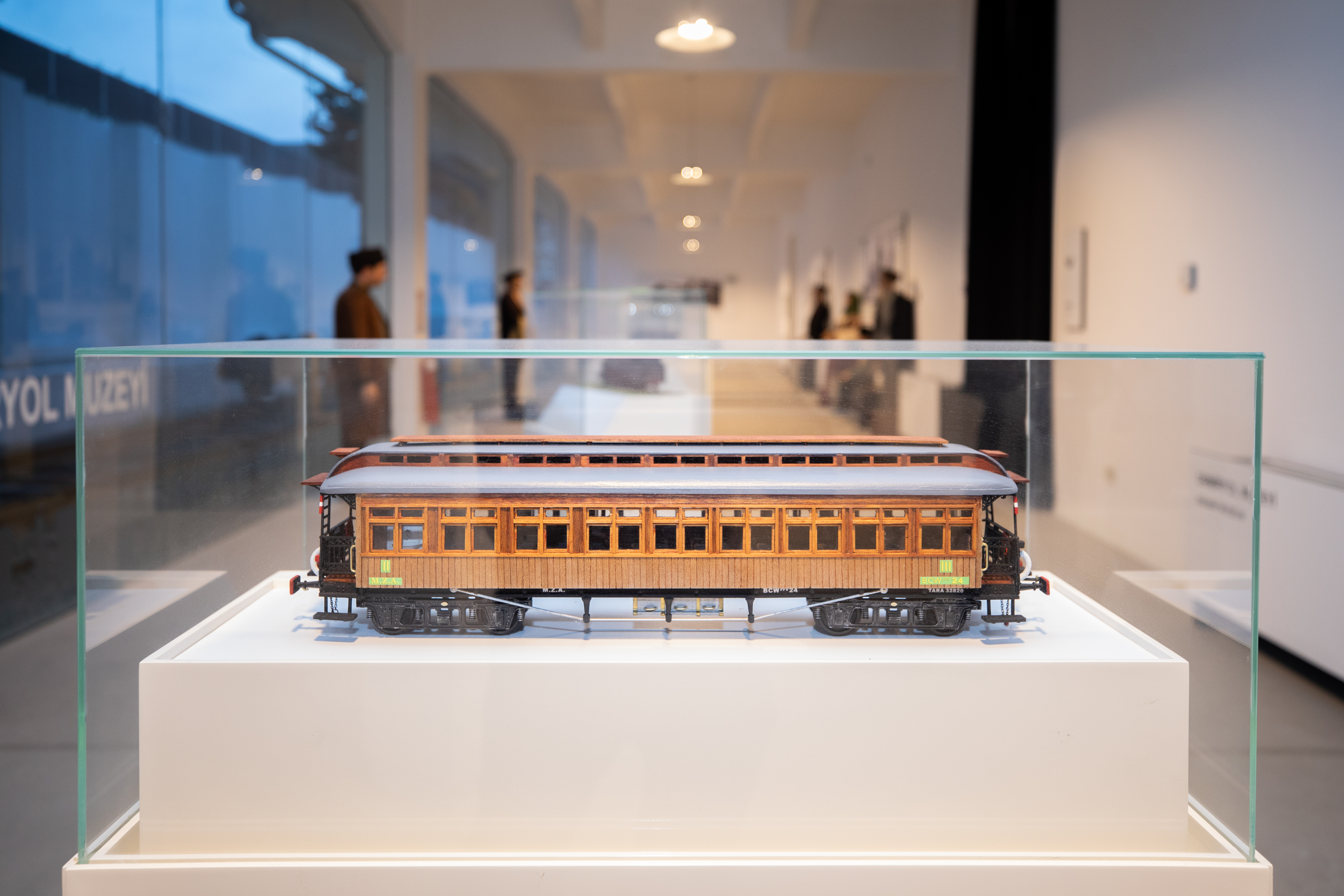
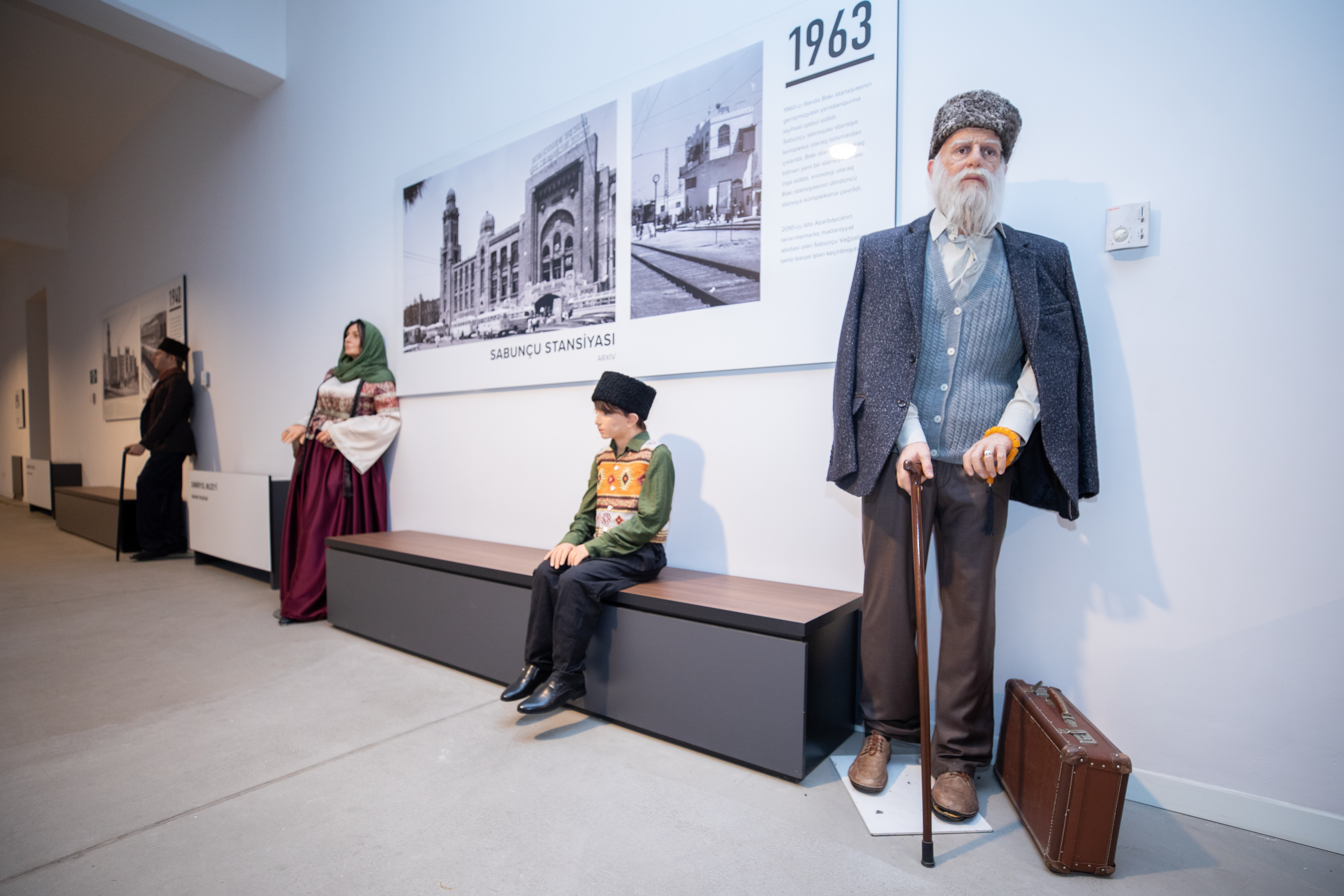
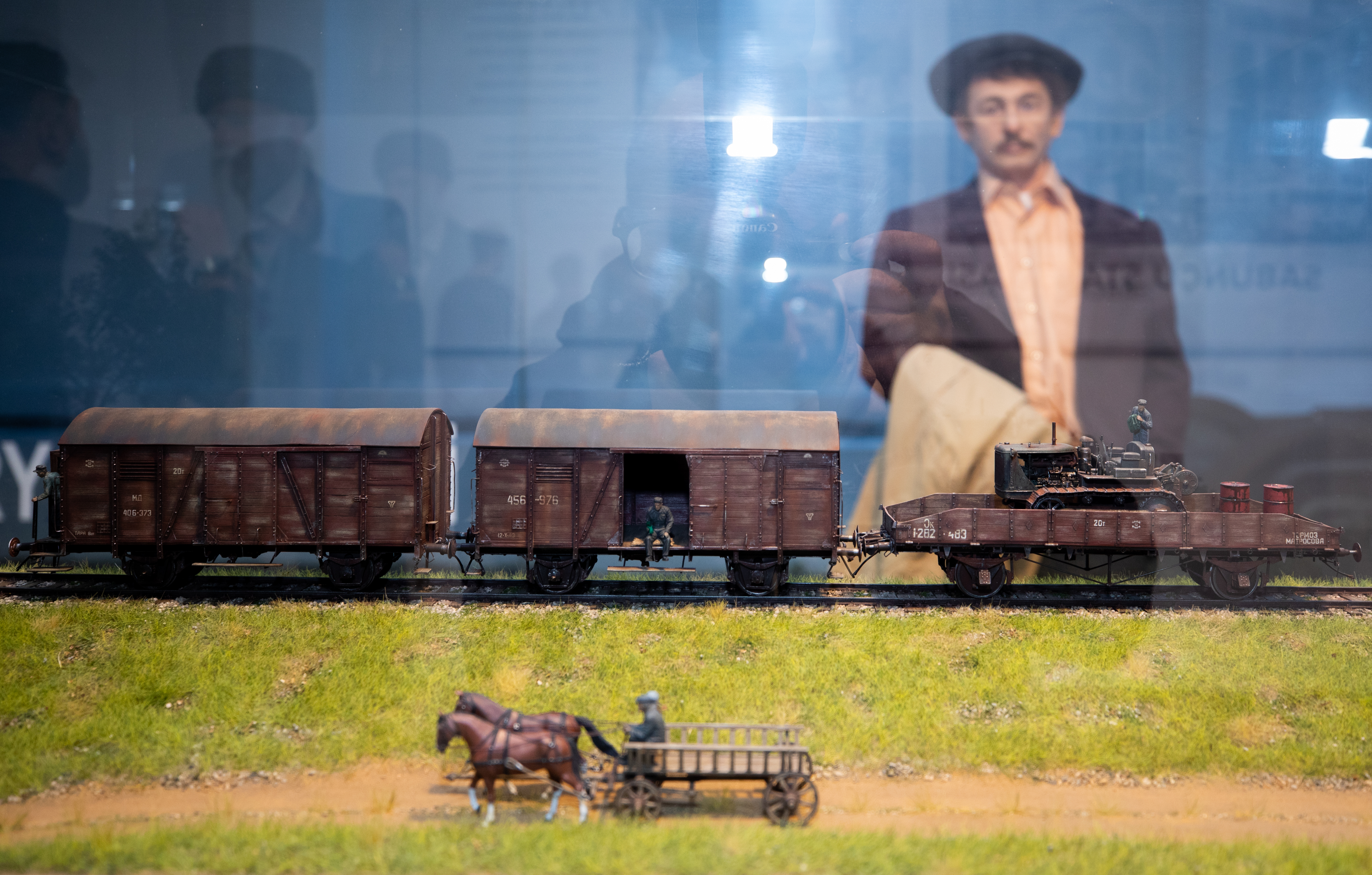
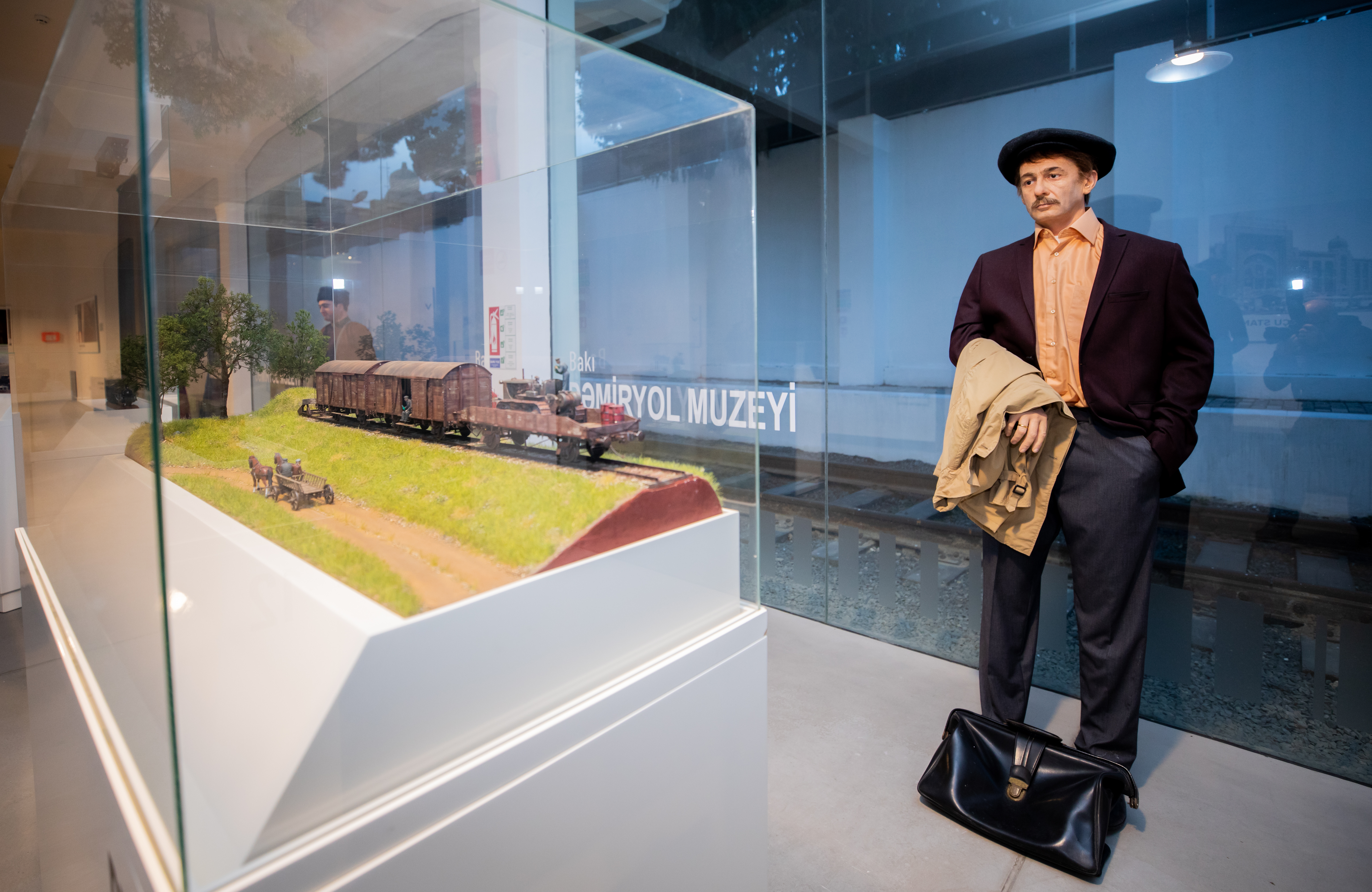
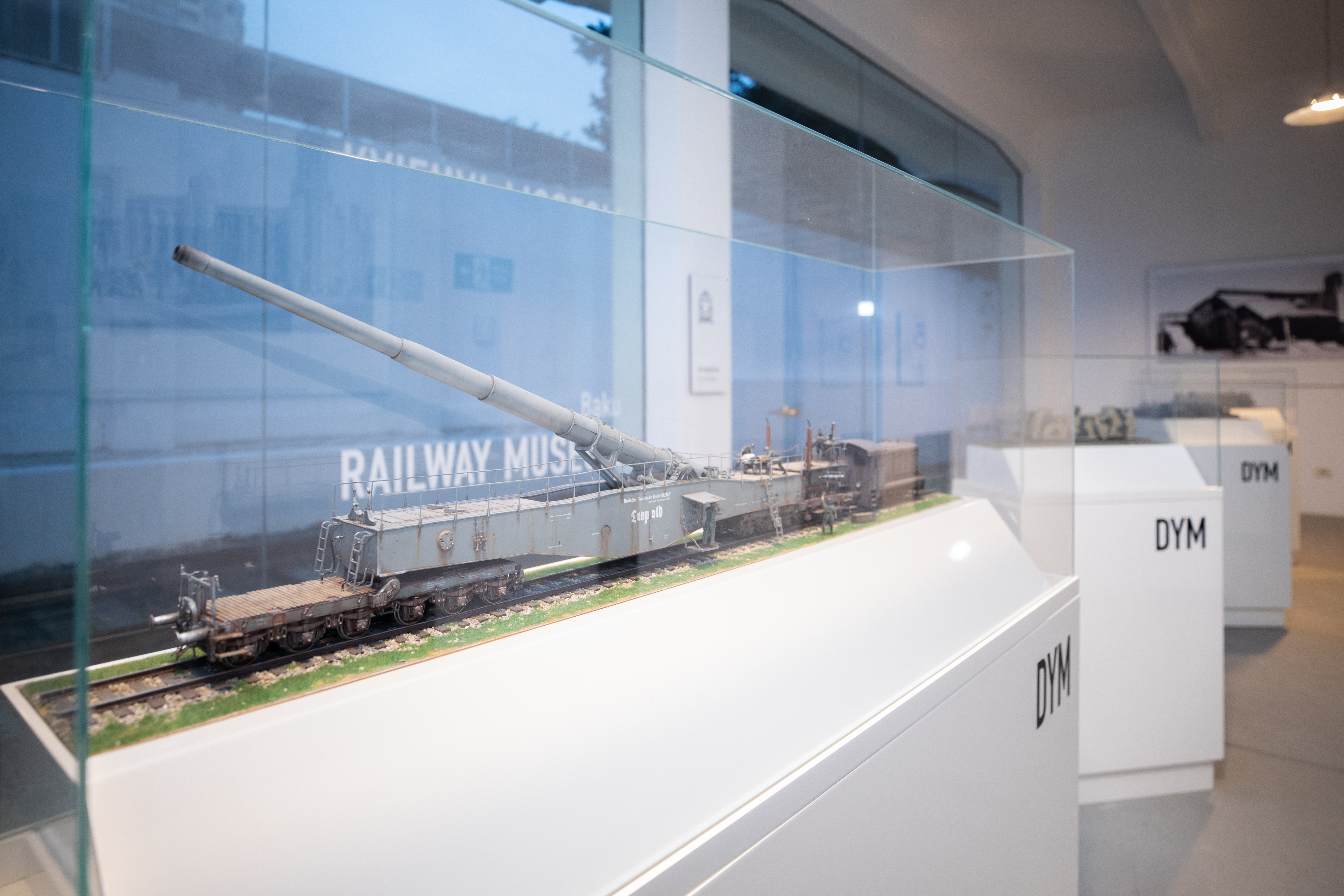
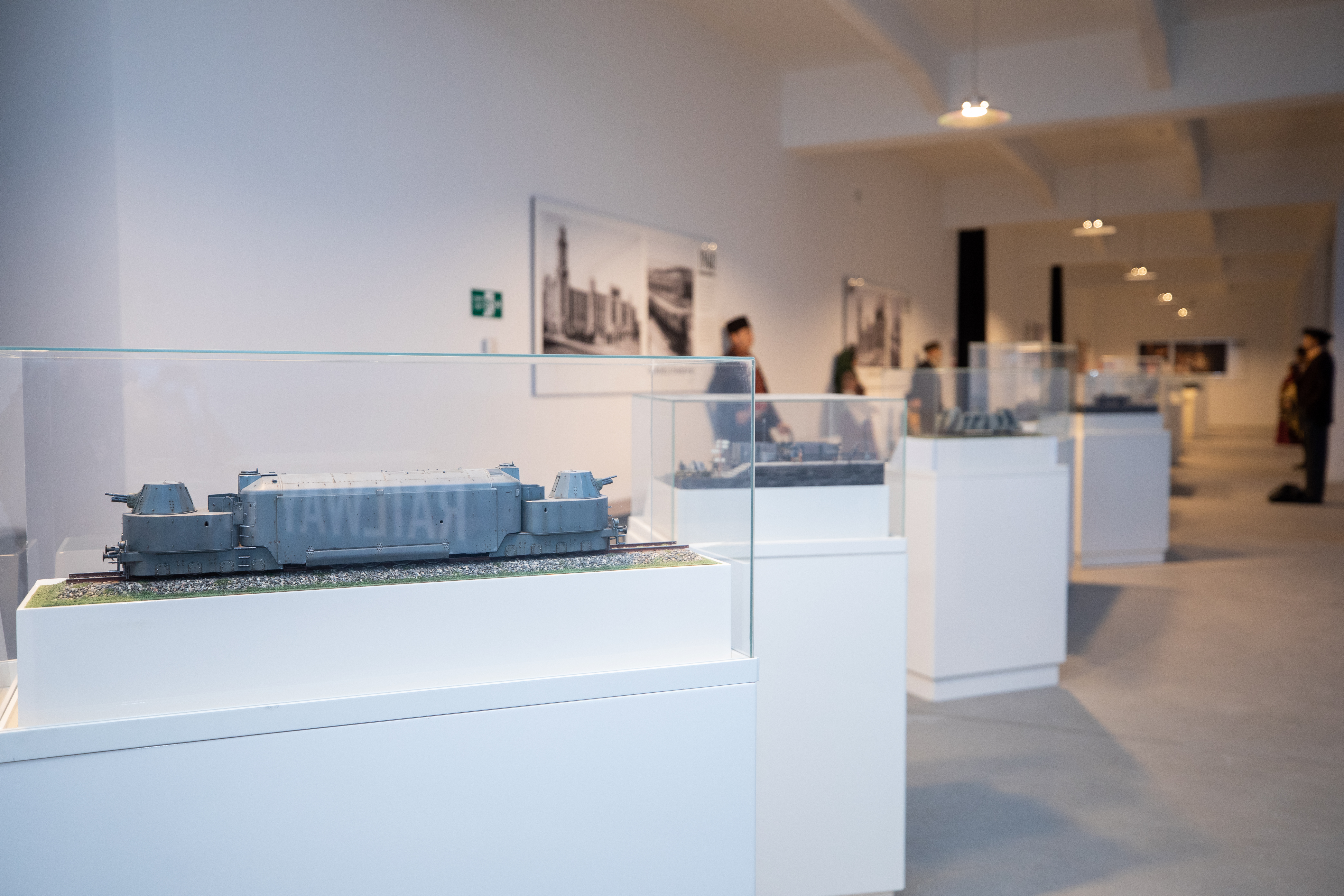
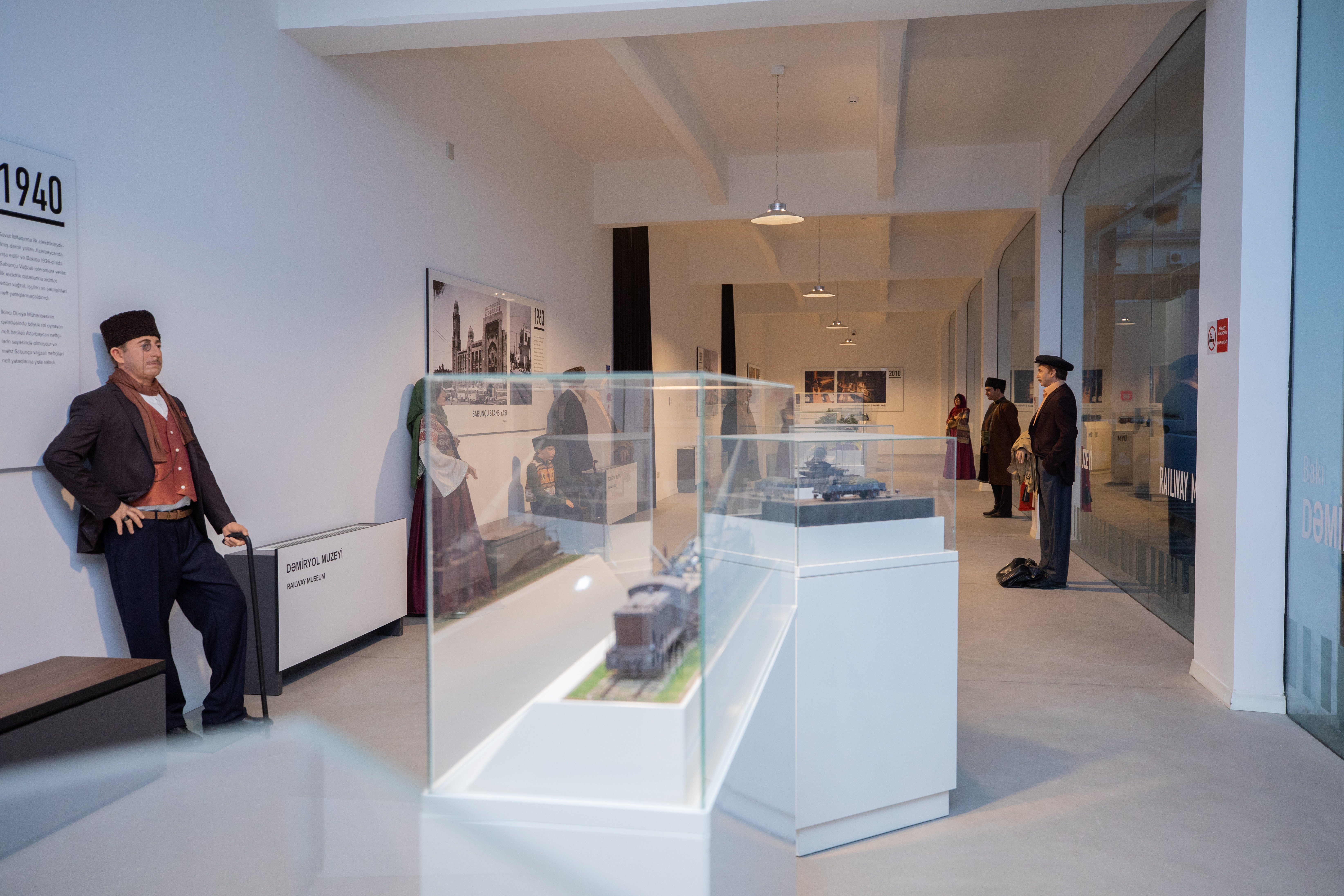
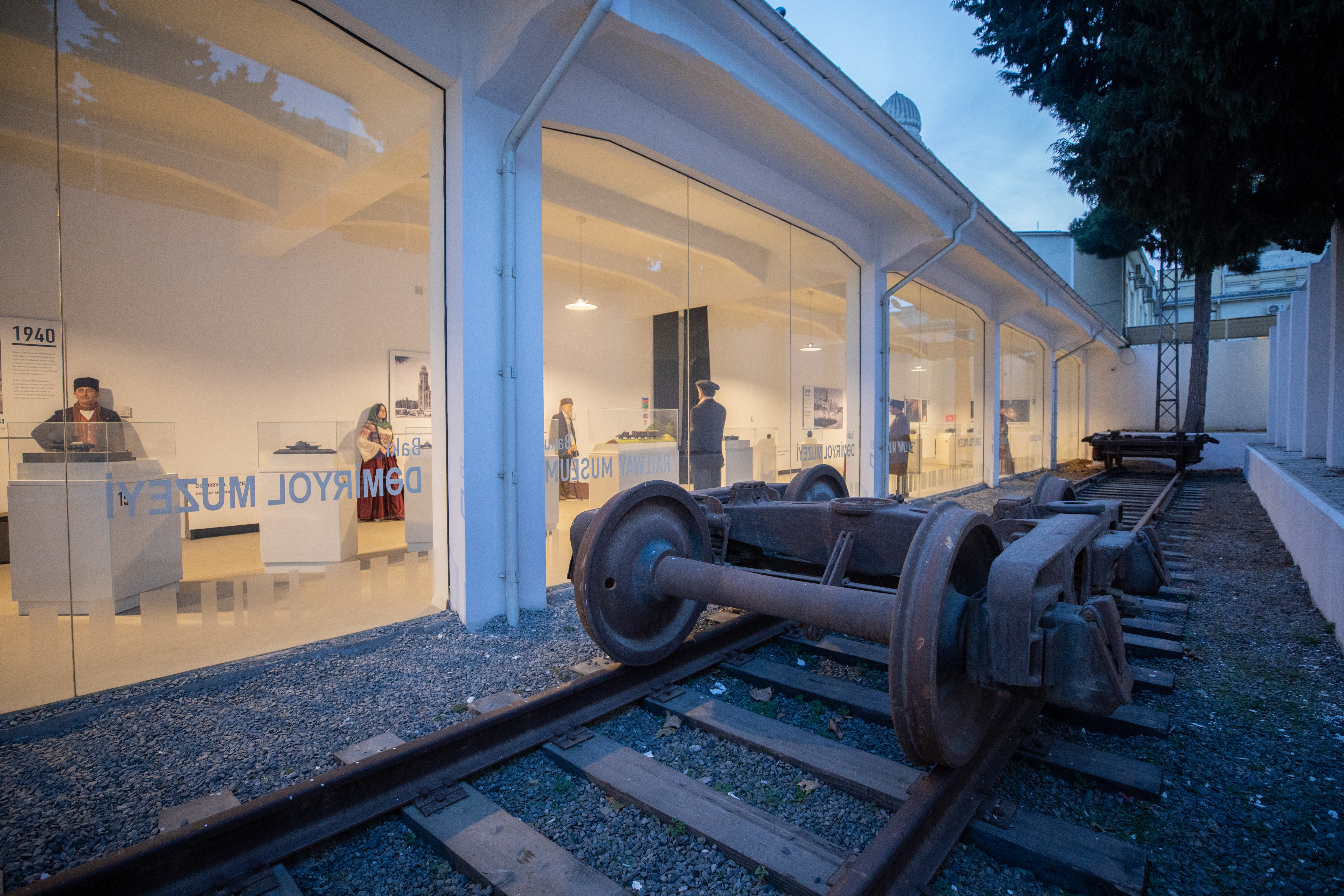
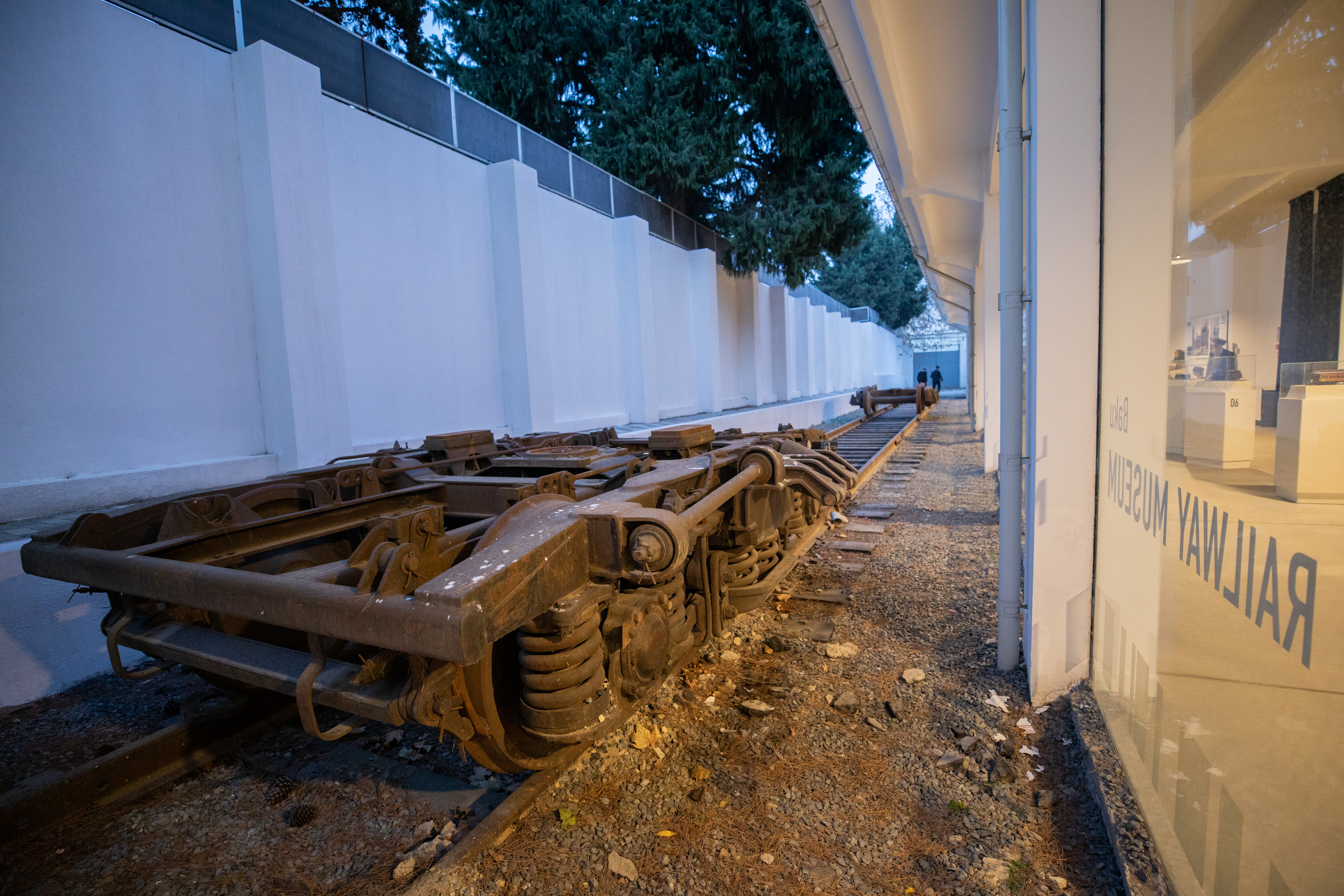
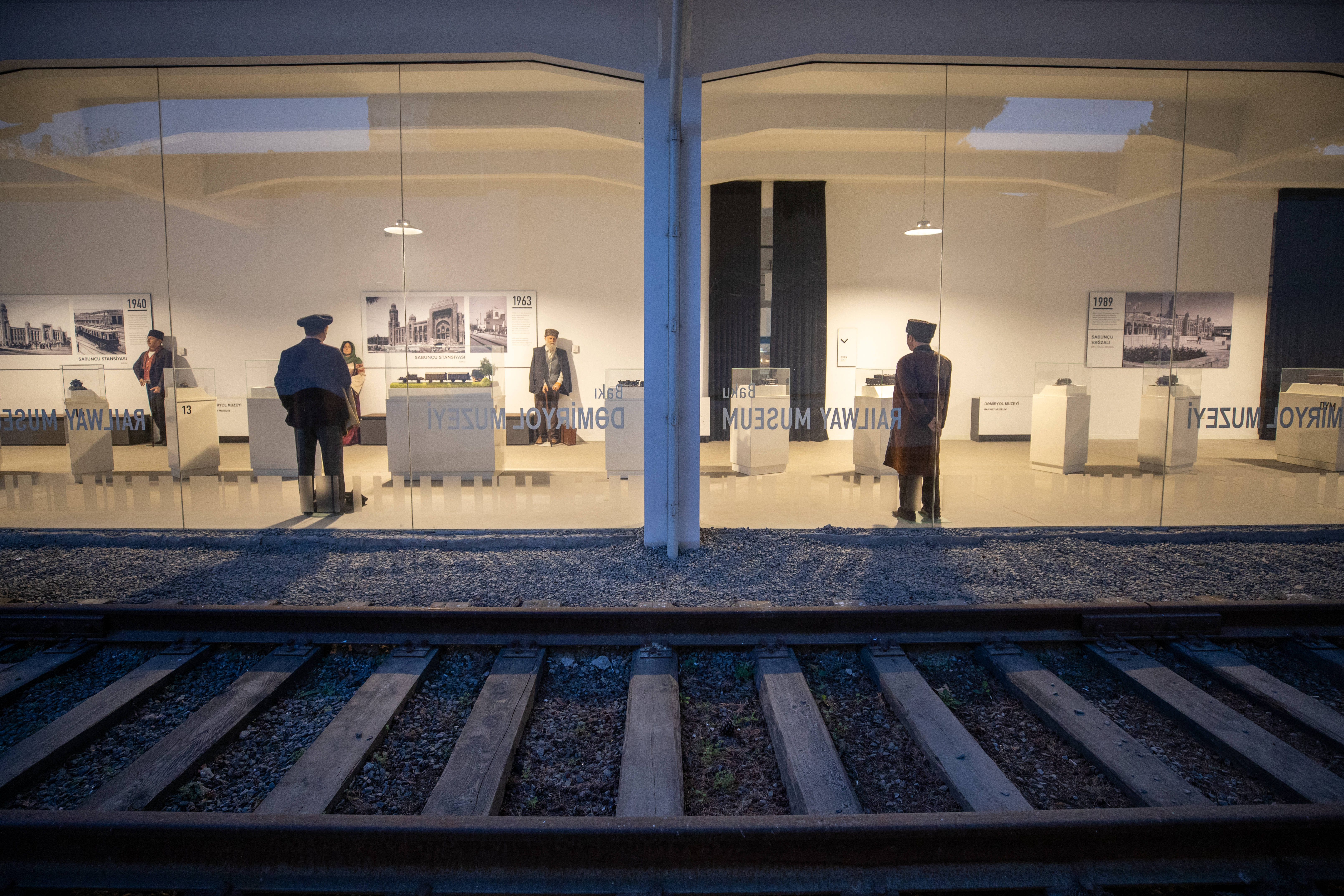

## Рекомендации
1. ↑  Первый в Азербайджане железнодорожный музей. report.az. Дата обращения: 19 апреля 2024. Архивировано 19 апреля 2024 года.
2. ↑  Azərbaycan Dəmiryol Muzeyi (азерб.). corp.ady.az. Дата обращения: 11 декабря 2023. Архивировано 11 декабря 2023 года.
3. ↑  Relslər üzərindəki tarix (азерб.). medeniyyet.az. Дата обращения: 11 декабря 2023. Архивировано 11 декабря 2023 года.
4. ↑  Azvision, Xəbərlər, Son xəbərlər, Xeberler, Son xeberler. Azərbaycanın ilk Dəmir Yolu Muzeyi (азерб.). https://azvision.az (2019). Дата обращения: 11 декабря 2023. Архивировано 11 декабря 2023 года.
5. ↑  İlham Əliyevdən Dəmir Yolu Muzeyinə hədiyyə (азерб.). Oxu.Az (21 ноября 2019). Дата обращения: 11 декабря 2023. Архивировано 11 декабря 2023 года.
6. 1 2  Azərbaycanda ilk Dəmir Yolu muzeyində hansı eksponatlar sərgilənir? (азерб.). Дата обращения: 11 декабря 2023. Архивировано 11 декабря 2023 года.
7. ↑  Музей железных дорог Азербайджана находится. Дата обращения: 19 апреля 2024. Архивировано 19 апреля 2024 года.
8. ↑  Azərbaycan Dəmiryol Muzeyi ziyarətçilərinin üzünə açıldı (азерб.). corp.ady.az. Дата обращения: 19 апреля 2024. Архивировано из оригинала 19 апреля 2024 года.